# Джон Сінгер Сарджент
Джон Сінгер Сарджент (англ. John Singer Sargent; 12 січня, 1856, Флоренція — 14 квітня, 1925, Лондон) — американо-європейський художник, апатрид.

## Життєпис. Ранні роки

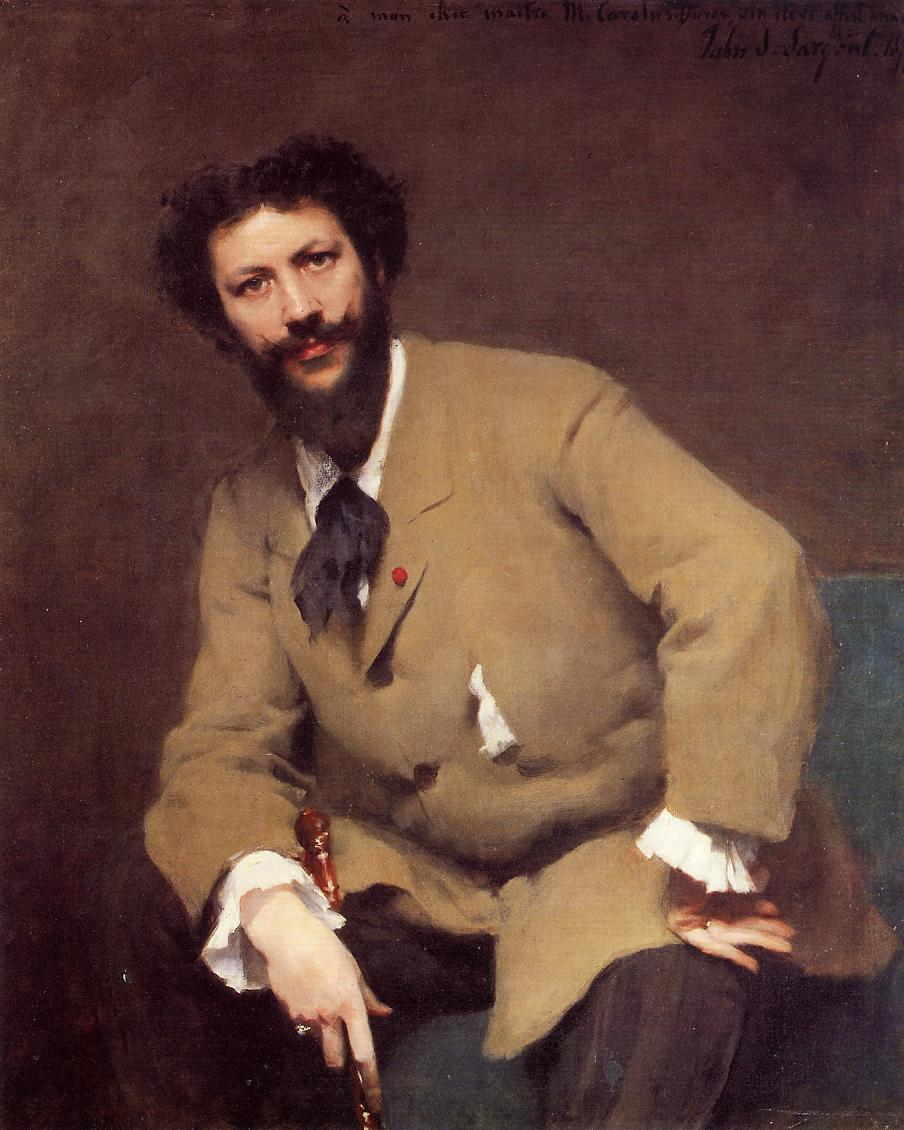
Портрет Дюран-Рюеля, 1879 р.

Джон походив з родини лікаря-офтальмолога, що працював в лікарні хвороб зору Віллз в місті Філадельфія у 1844—1854 рр. До народження Джона родина поховала його сестру, що не дожила до дворічного віку. Матір, Мері Сінгер, страждала після поховання і батько вивіз дружину до Західної Європи на лікування. Родина так і залишиться мандрівними іноземцями в Європі. Тому Джон Санджент народився у Флоренції, де на той час перебували батьки. Мати була художницею аматором, тому заохочувала сина до малювання і всіляко його підтримувала. Батьки були не проти, щоб син навчався у Флоренції. Але навчальний заклад був у фазі реорганізації і родина перебралася у Францію. Мати лікувалася то у Італії, то у Швейцарії. В родині народилося ще четверо дітей. За проханнями матері, вони залишилися в Європі, хоча жили досить скромно.

## Навчання
В 17 років Джон став досить освіченою особою, знався на літературі і мистецтві. Він вільно говорив трьома мовами — італійською, німецькою та французькою. Незабаром він став учнем в майстерні французького художника Дюран - Рюеля, портрет якого пізніше створить.
Вже з першої спроби Санджент пройшов складні іспити в Школу красних мистецтв Парижа, де вивчав перспективу, малюнок, анатомію людини. Навчання йшло цілком успішно, про що свідчила і срібна нагорода. Париж цього періоду — місто розбурханих мистецьких суперечок, зіткнень різних ідей, скандальних виставок і напружених мистецьких пошуків. На авансцену паризького мистецтва вийшли імпресіоністи, вплив яких на мистецьку ситуацию у Франції стане дедалі дужчим. Французькі імпресіоністи працюють паралельно з представниками реалізму, академізму, салонного мистецтва. Усі ці напрямки будуть цікавими для Сарджента, що в різні етапи власної творчості буде звертатися то до наслідків академізму («Кентавр Хірон і Ахіл», «Фурії, що наздогнали Ореста», «Покарання Прометея»), то до імпресіонізму («Дві дівчини з парасольками», «На пленері. Художник Поль Сезар Хелле з дружиною», «Відлюдник»), то до салонного мистецтва, особливо у численних портретах.

### Навчальні замальовки

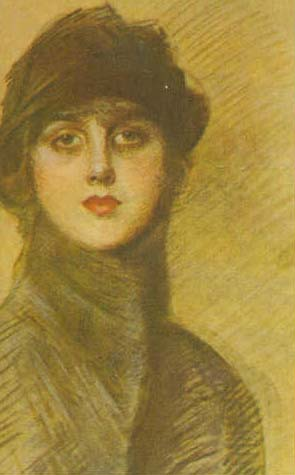
Гледіс Спенсер-Черчил, 1895
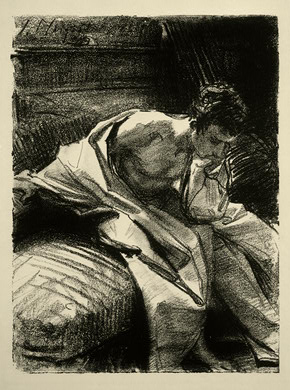
Штудія фігури, 1895
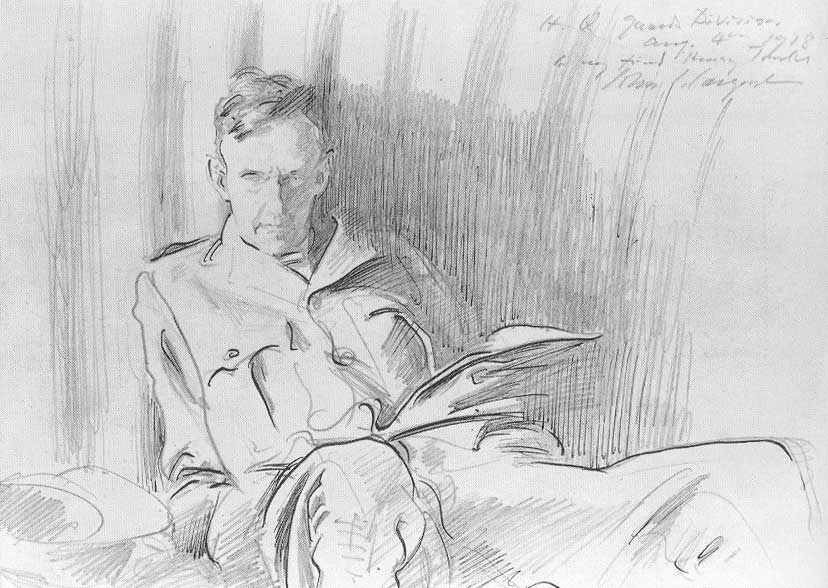
Генрі Тонкс (лікар-хірург  і художник), 1918
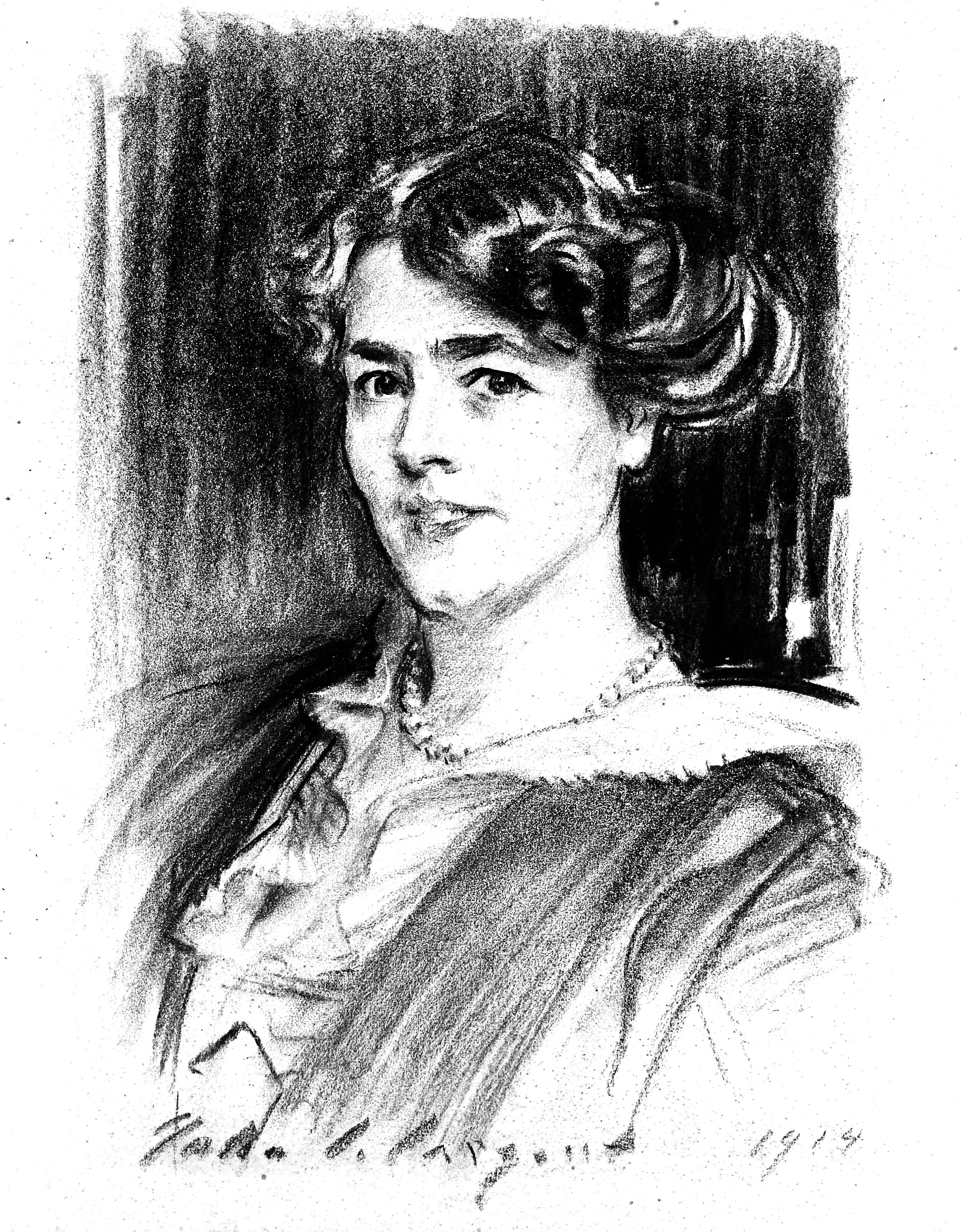
Леді Міхаелс

## Жанрові композиції
По завершенню навчання у Дюран-Рюєля, Сарджент відправився у подорож до Іспанії, що було тоді в моді у французьких митців. Він вивчав твори Веласкеса, що викликав тоді захоплення у паризьких художників, не оминаючи і Едуара Мане. Сарджент кохався в музиці і цікавився танцями. Іспанія надихнула митця на створення картин з іспанськими танцівницями, але вони швидше епізод у творчості художника. В бідній Іспанії кінця ХІХ століття його цікавила лише місцева екзотика.

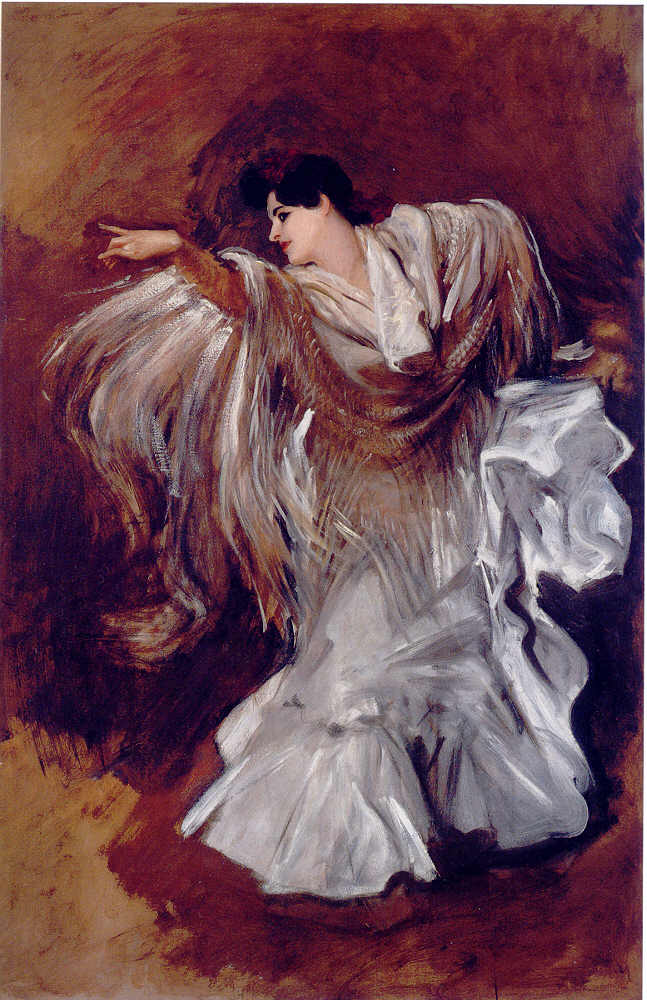
«Іспанський танець», 1890
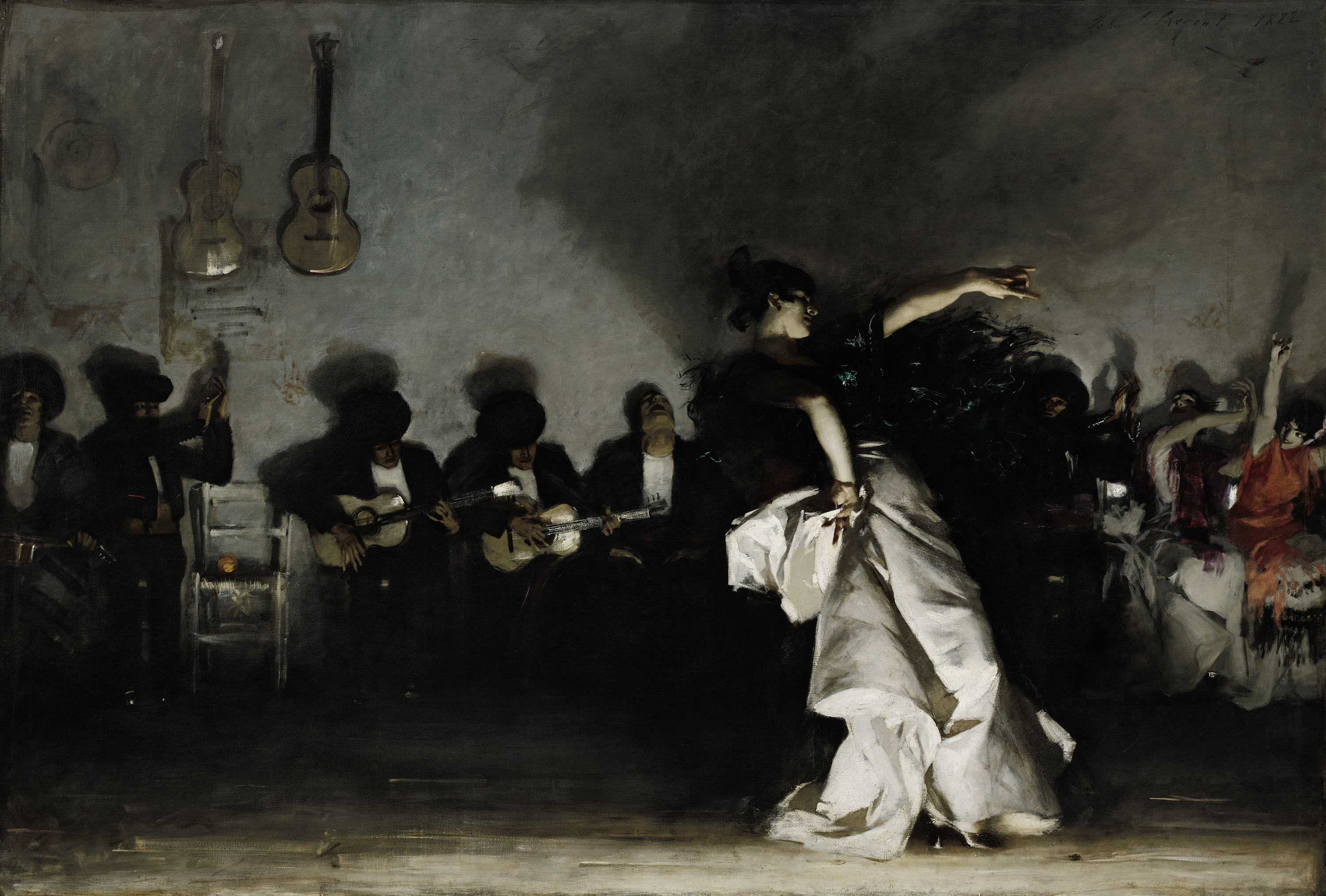
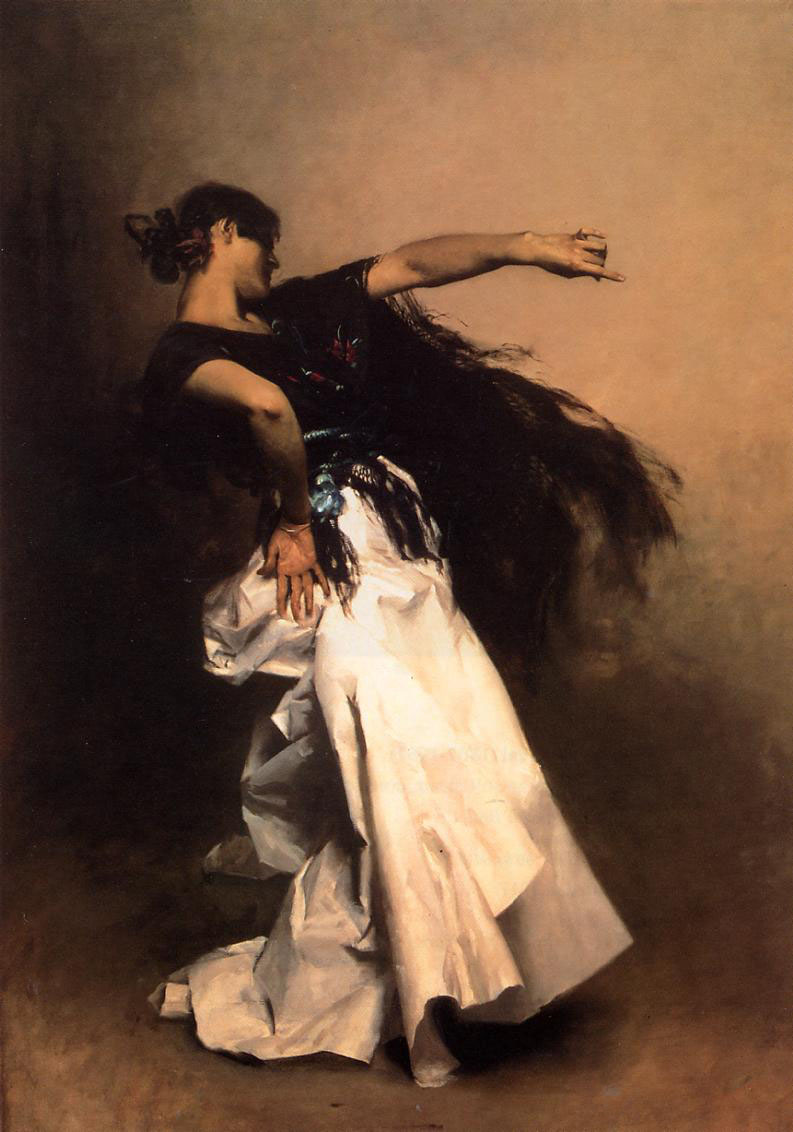
«Іспанська танцівниця», 1880
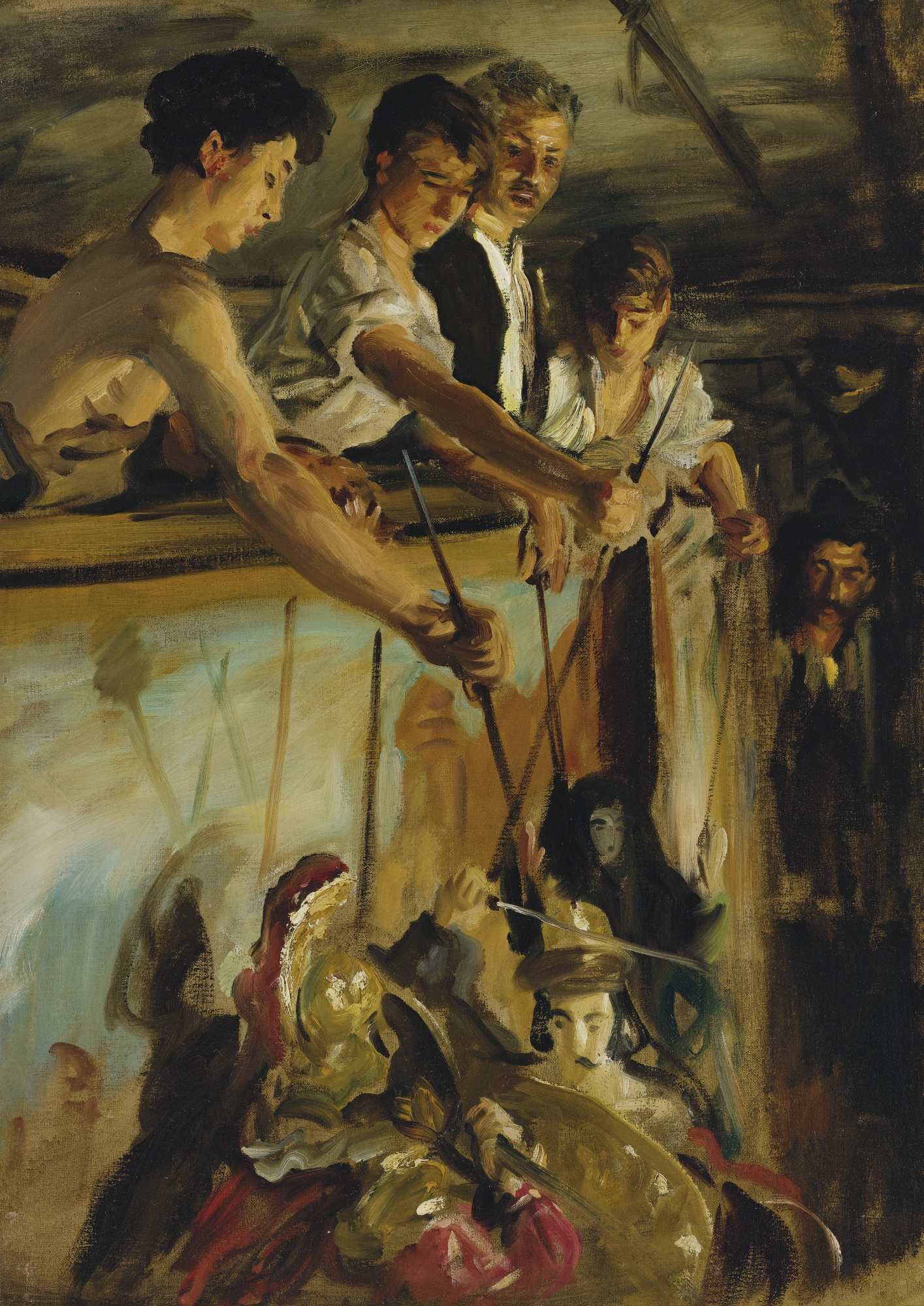
Джон С. Сарджент. «Маріонетки. Актори за ширмою». 1903

Сарджент не відривався від Парижу, де почав виставляти власні твори в Салоні, здебільшого портрети. Перед тим, як здійснити подорож до Лондона, почав надсилати туди власні картини на виставки до Королівської академії мистецтв. Це спрацювало. В Лондоні замовником художника став багатий торговець творами мистецтва єврейського походження Ашер Вертхаймер. Художник створив для нього декілька портретів представників родини Вертхаймер. Пізніше Вертхаймери за заповітом передали ці твори до Національної галереї Лондона.
Плідною була для Сарджента і подорож до Венеції, що подарувала сюжети для декількох картин (найбільш відомі два варіанти «Вулиці в Венеції») та для серії акварелей. У Венецію він приїздив неодноразово.

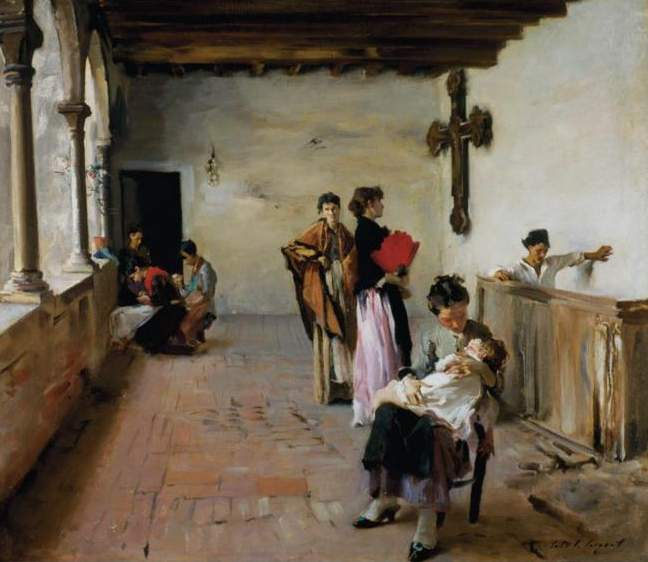
« Лоджія в Венеції», 1880-1882, особиста збірка
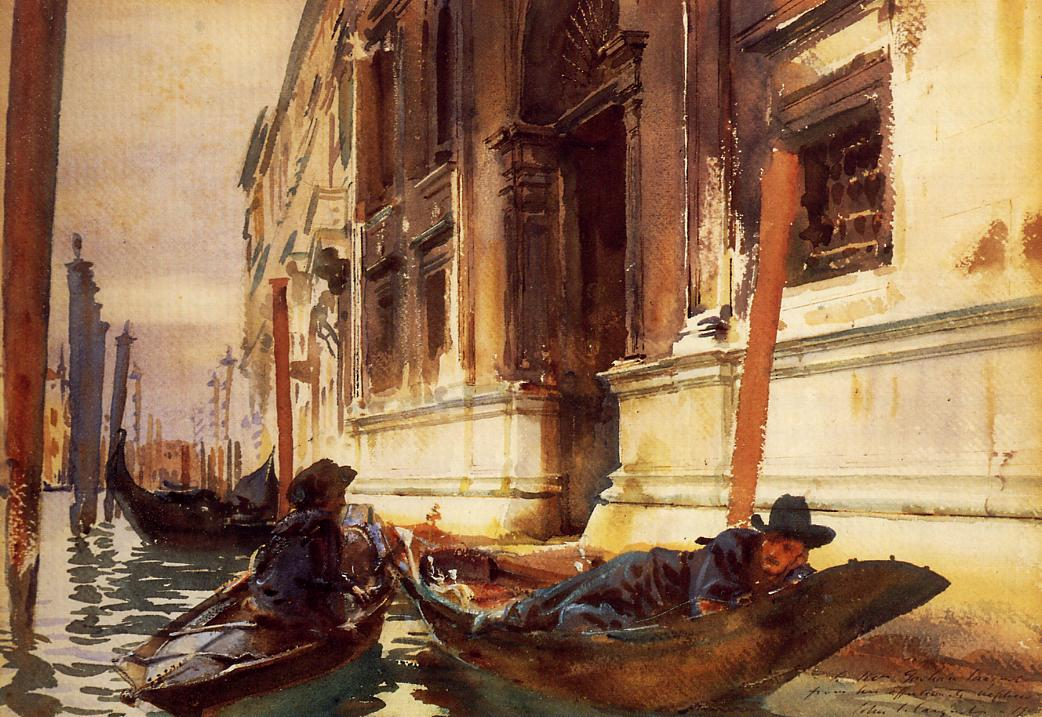
« Відпочинок гондольєрів.Венеція», акварель, 1905
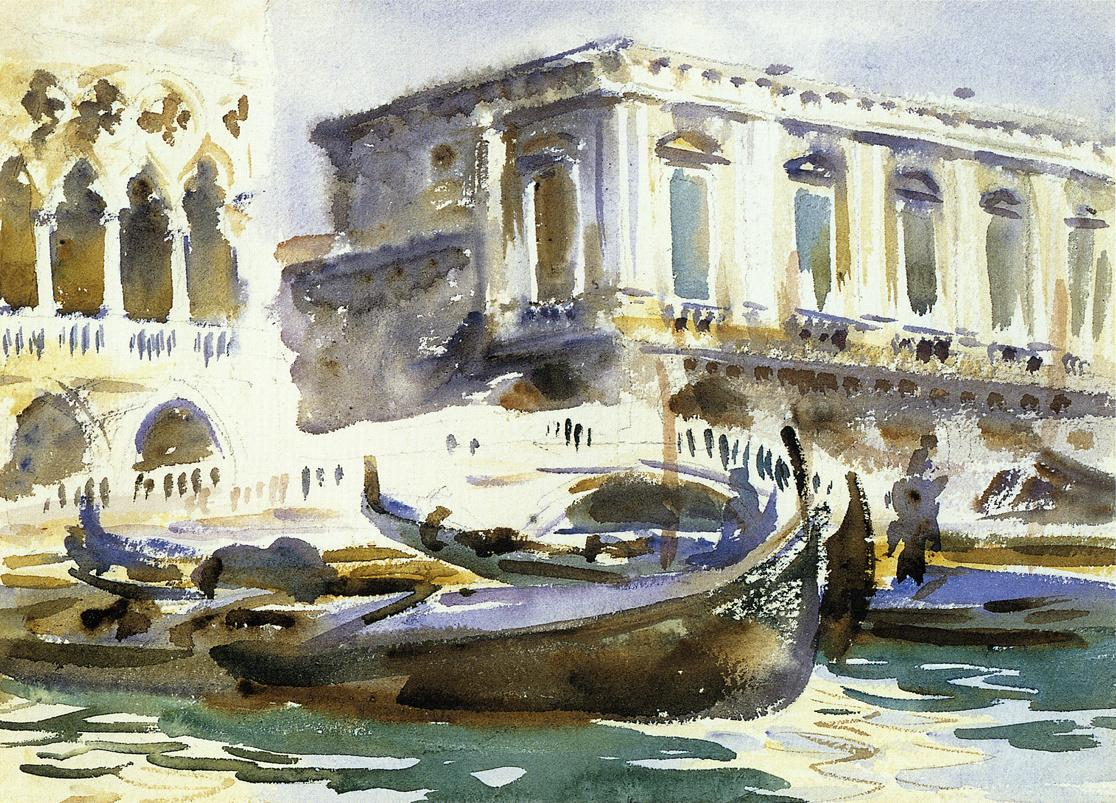
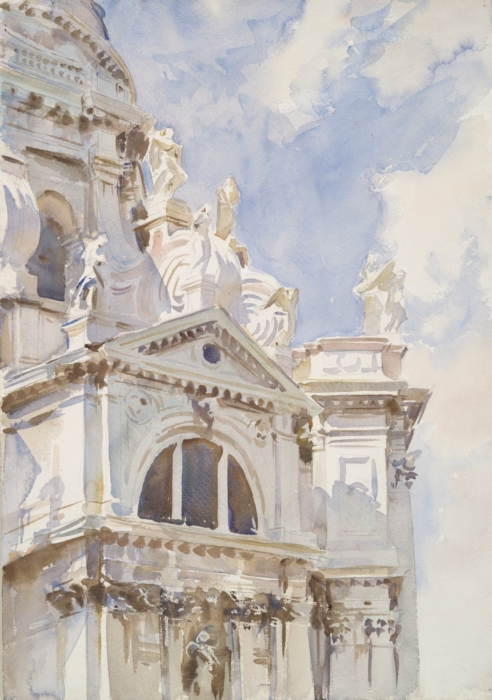
Санта Марія Делла Салюте

Час від часу він приїздив і до Сполучених Штатів, де виконував портрети на замовлення. В кінці життя від значно скоротив створення замовних портретів і більше подорожував. Він відмовився прийняти англійське громадянство і офіційно був громадянином США.
Зазвичай Сарджента в Сполучених Штатах залучають до імпресіонізму, адже він був зайомим з Клодом Моне та Едгаром Дега, брав участь у виставці разом з ними. Але самі французькі майстри не вважали його імпресіоністом, особливо критично до нього ставився Каміль Піссарро. Серед паризьких знайомих Джона Сарджента — музикант Габріель Форе, скульптор Огюст Роден.
Декілька разів він створював автопортрети, один з яких передано до збірки автопортретів галереї Уффіці.

## Портрети
Досить рано Сарджент звернувся до створення замовних портретів. Спочатку це діти заможних родин, потім дуже багаті візитери до Франції і Парижу. Сарджент швидко відмовився від сміливих композицій у портретах, які знав за скандальними на той час творамм французьких майстрів, особливо — імпресіоністів («Портрет Роберта Луїса Стевенсона з дружиною», 1885, Бентонвіль, Арканзас, США). Одна з перших спроб художника створити розкішний світський портрет закінчилася неприємністю («Портрет мадам Х» або « Мадам П'єр Готро», 1884).
Небагатий тоді художник не міг відмовляти консервативно налаштованим багатіям зі США, що залюбки замовляли власні портрети земляку в Парижі (« Річард Морріс Хант»,1895). Залежний від пихатого замовника, Сарджент міг звернутися навіть до стародавньої схеми парадного портрету, що виробили майстри XVIII століття, незважаючи на їх анахронізм. Обов'язковими складовими цих портретів і в Сарджента стають багаті чи старомодні інтер'єри з гобеленами, пілястрами, історичними меблями, з картинами в золочених рамах розкішних палацових залів («Три сестри Віндхем», 1899, «Родина Сітвел», 1900, «Чарлз Стюарт, 6-й маркіз Лондондеррі», 1904, «Вініфред, леді Портланд», 1902, «Джордж Натаніел Керзон», 1914). Схеми нагадують портрети англійців Джошуа Рейнольдса чи Генрі Реберна розкішним вбранням моделей чи тлом зі старовинними парками. У портретах найменш значущих осіб — найцікавішою частиною портрету стає не обличчя, а сукня («Мадам П'єр Готро», 1884, «Місіс Роберт Харрісон», 1886)
Сарджент таки зробить кар'єру значущого світського портретиста, хоча й поступатиметься у віртуозності манери Джованні Болдіні. Серед найбільш вельможних замовників Сарджента були Вандербілти, Луїза Маргарет, принцеса Пруська, президенти Сполучених Штатів — Теодор Рузвельт та Вудро Вільсон. Риси портрету кінця ХІХ століття і парадного портрету XVIII століття притаманні величезному портрету родини Черчил.

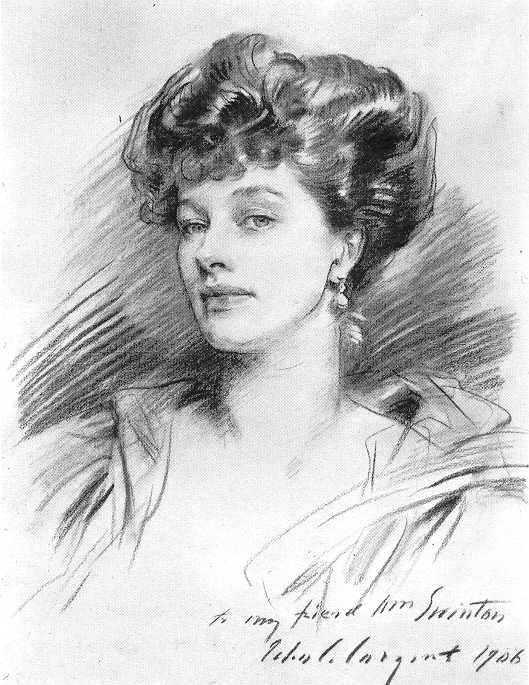
Джон С. Сарджент. «Місіс Джордж Свінтон», 1906
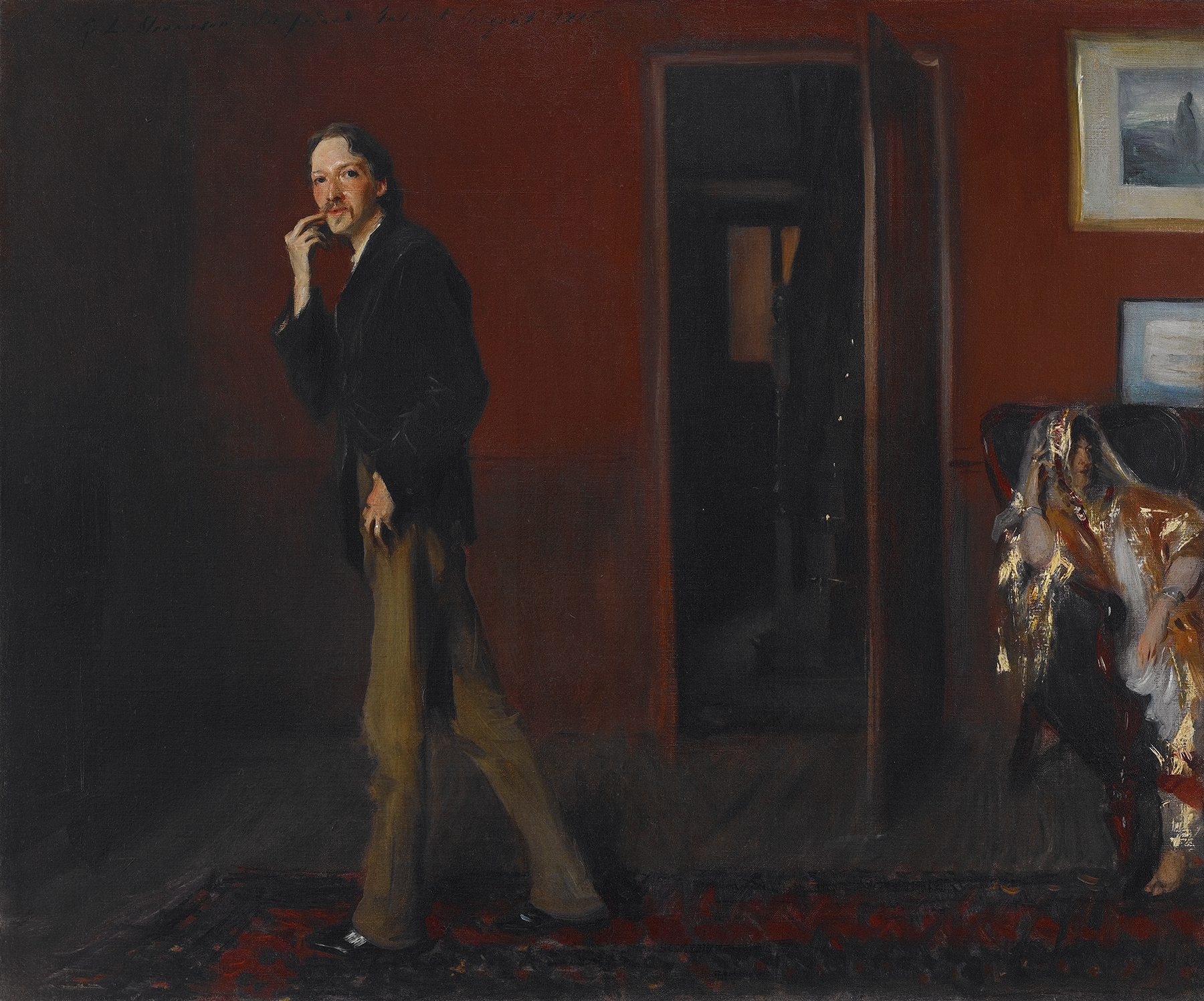
Портрет Роберта Луїса Стевенсона з дружиною, 1885
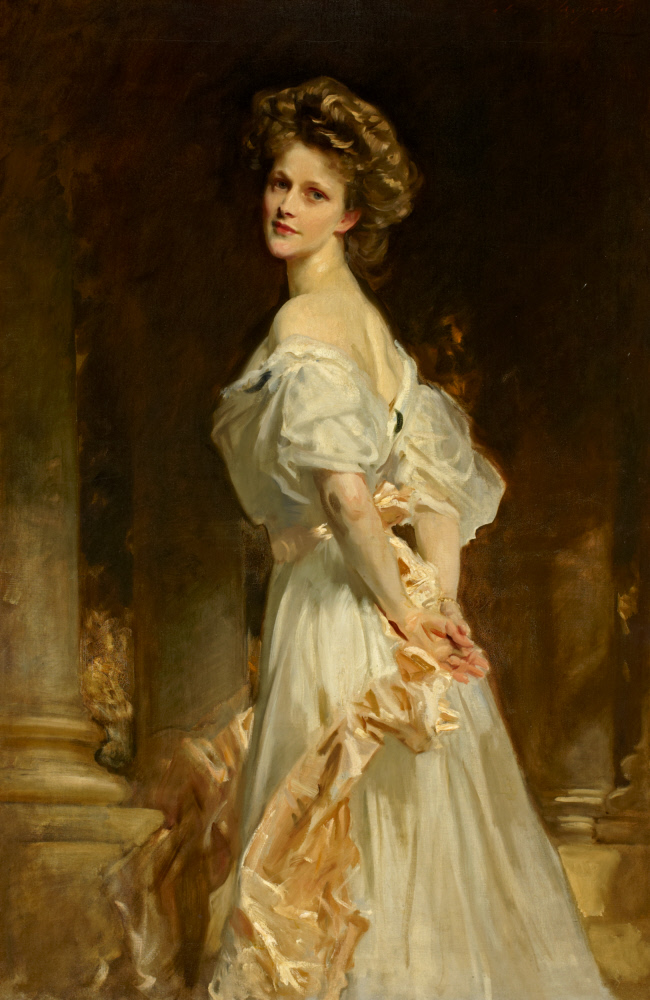
Портрет Ненсі Астор, бл. 1909
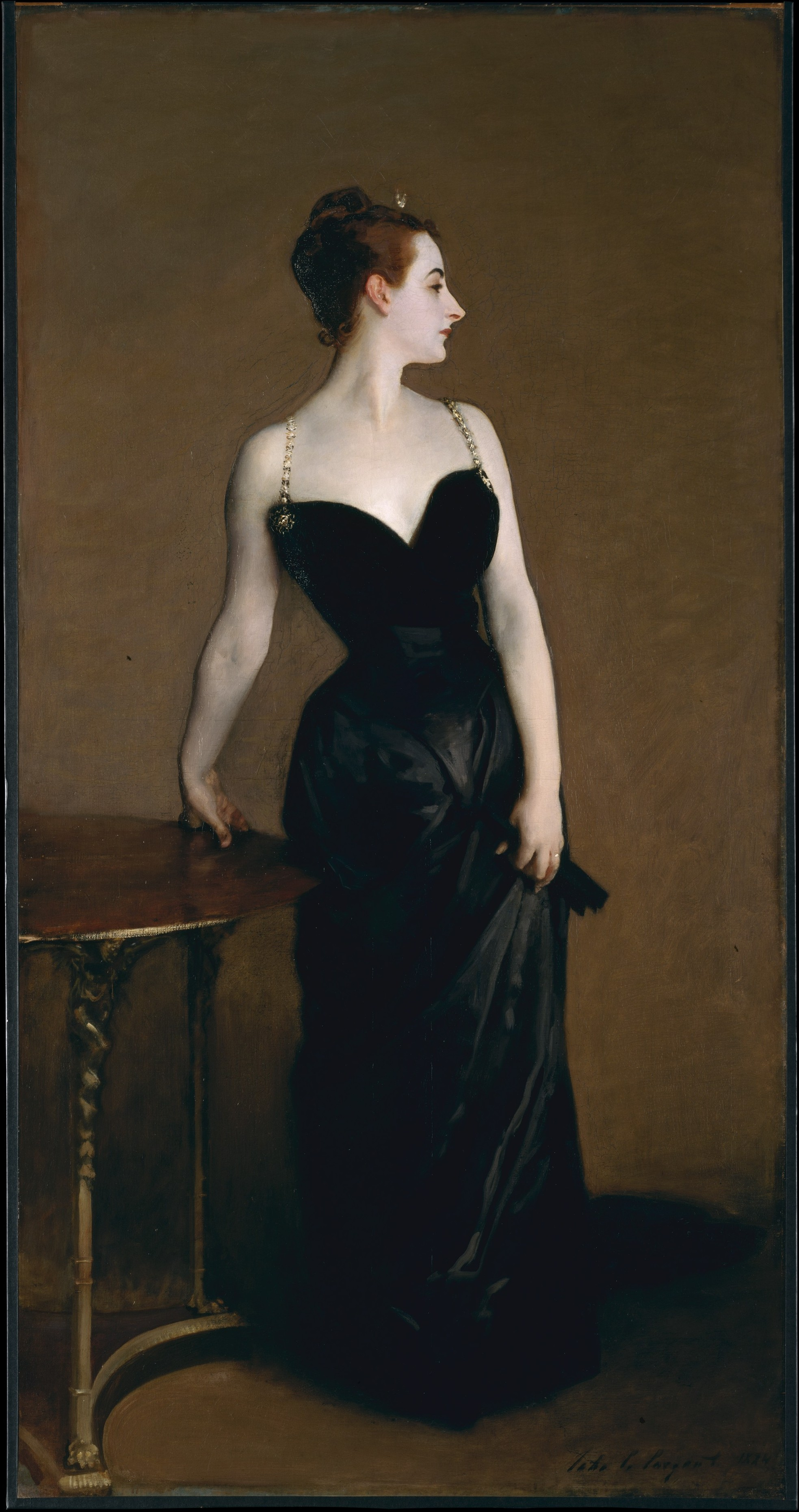
Мадам П'єр Готро, 1884
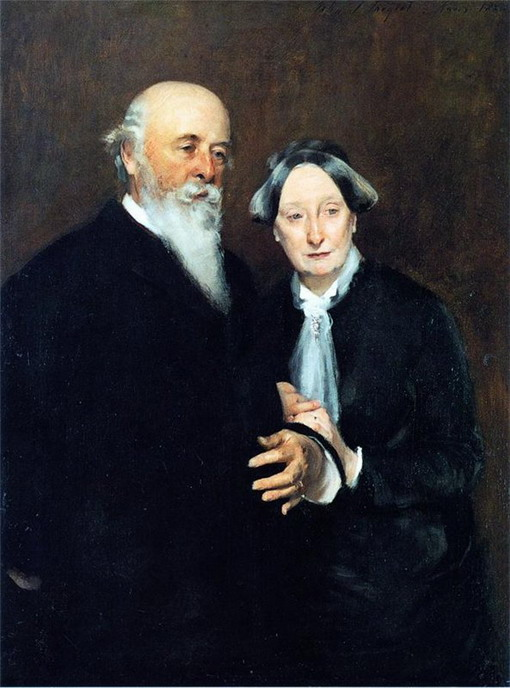
Подружжя Джон В. Філд, 1882
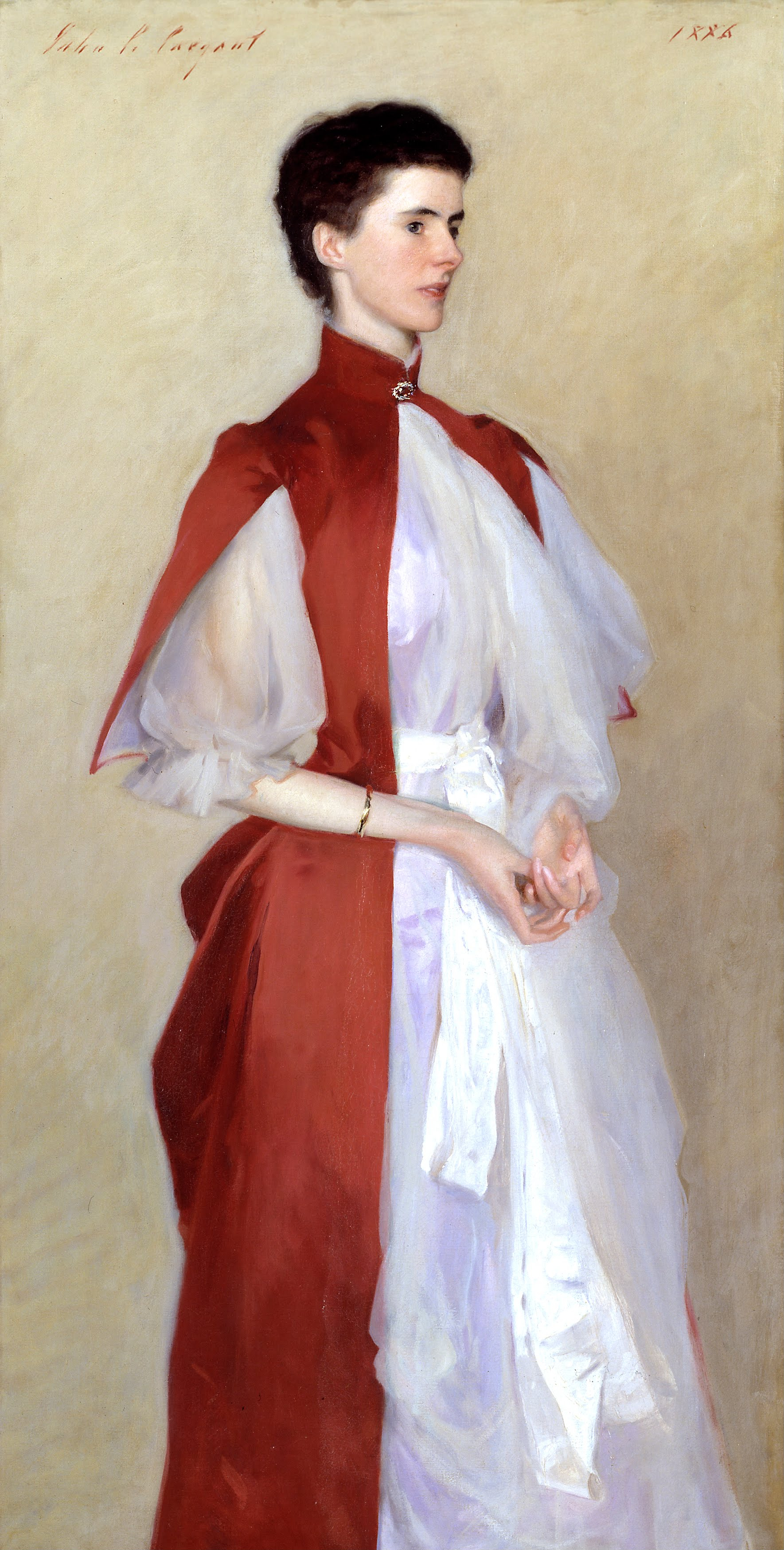
«Місіс Роберт Харрисон», 1886
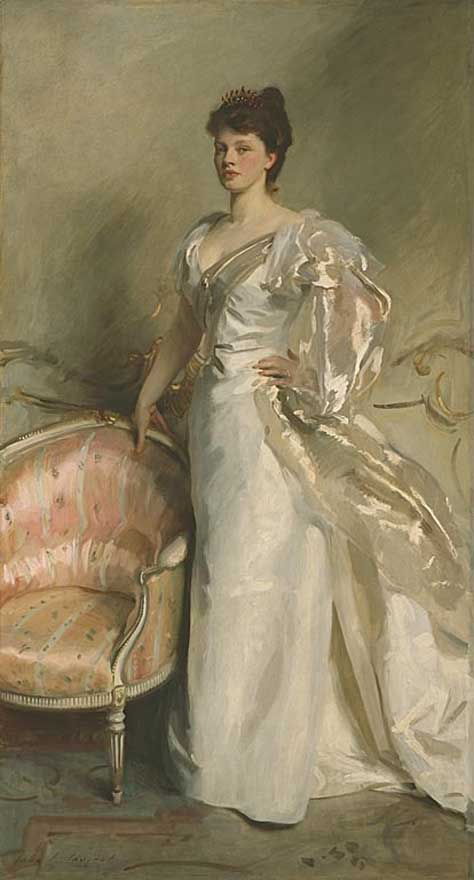
«Місіс Джордж Свінтон», 1897
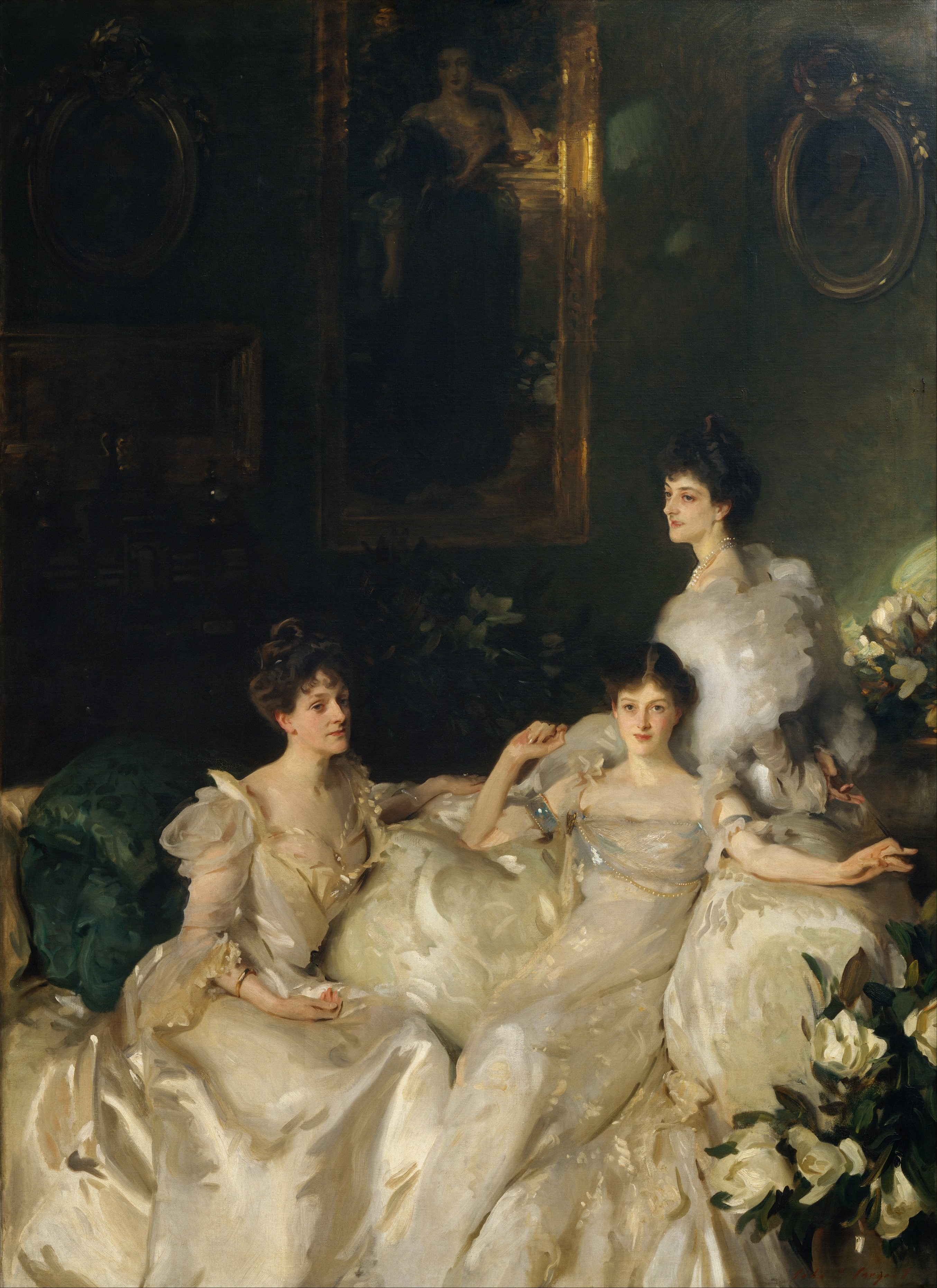
«Три сестри Віндхем», 1899
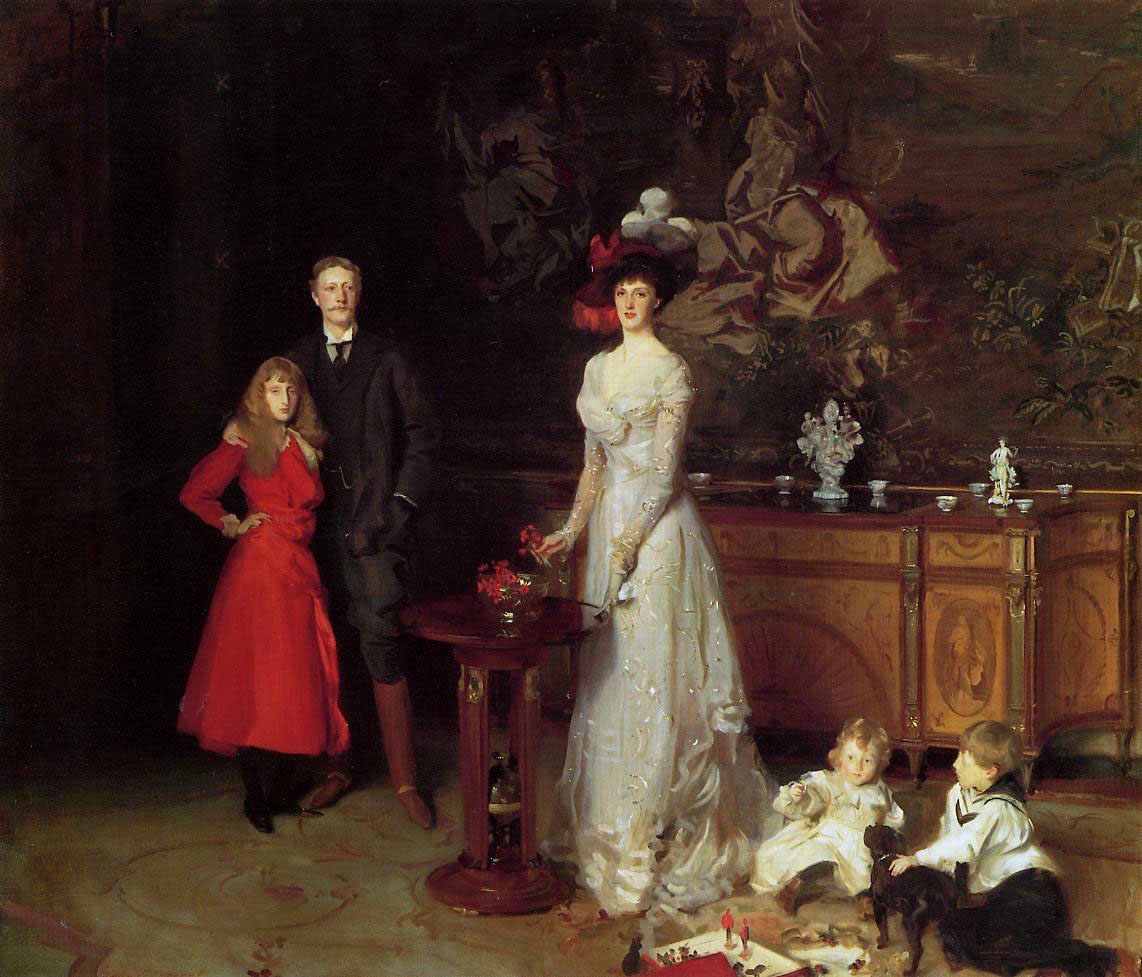
«Родина Ситвел», 1900
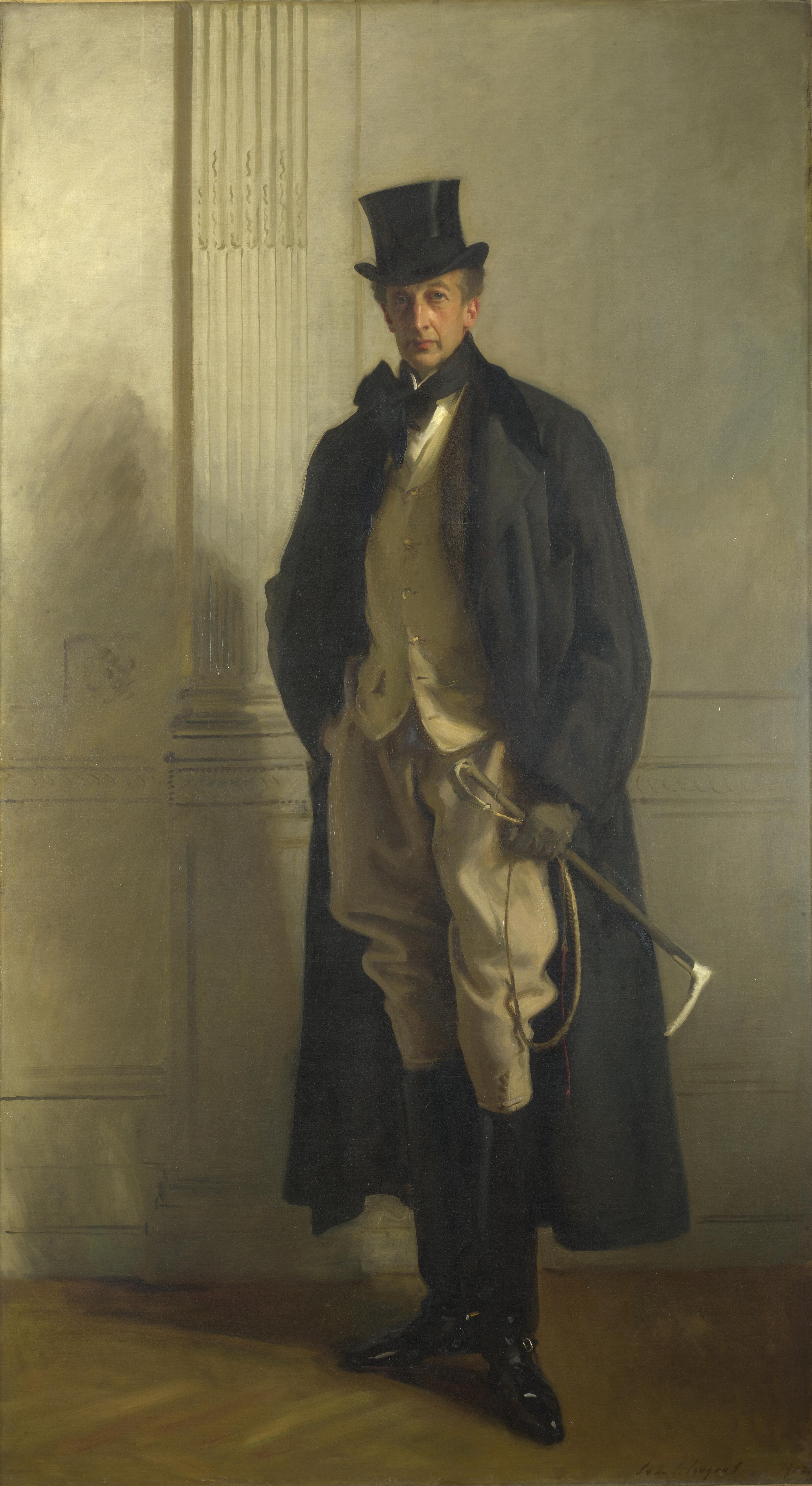
«Лорд Рибблсдейл». 1902
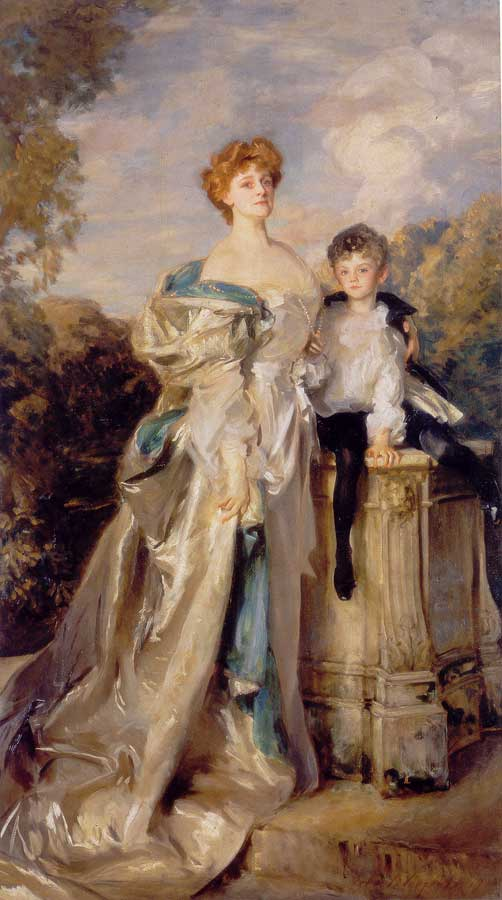
«Графиня Уорик із сином», 1905
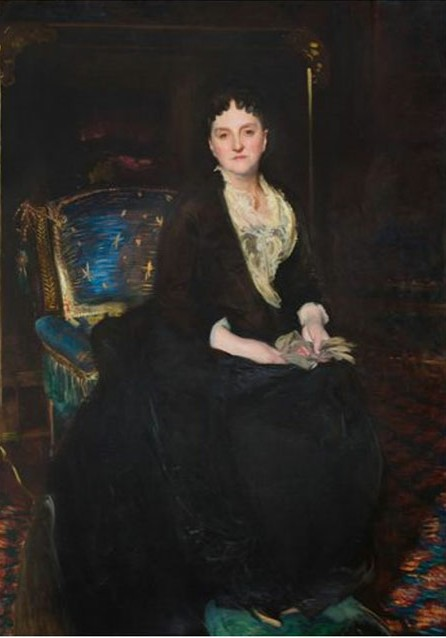
Мері Луїза Вандербілт, 1888
«Місс Матильда Таунсенд», 1907

Досить вільним у схемах портретів Сарджент був в портретах дітей, молоді та в малюнках. Він досить реалістично підходив до портретованих, не намагався прикрашати, але й не доходив до сарказму чи зневаги, навіть якщо модель не мала відчутних переваг.

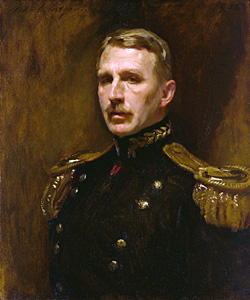
«Леонард Вуд», 1903
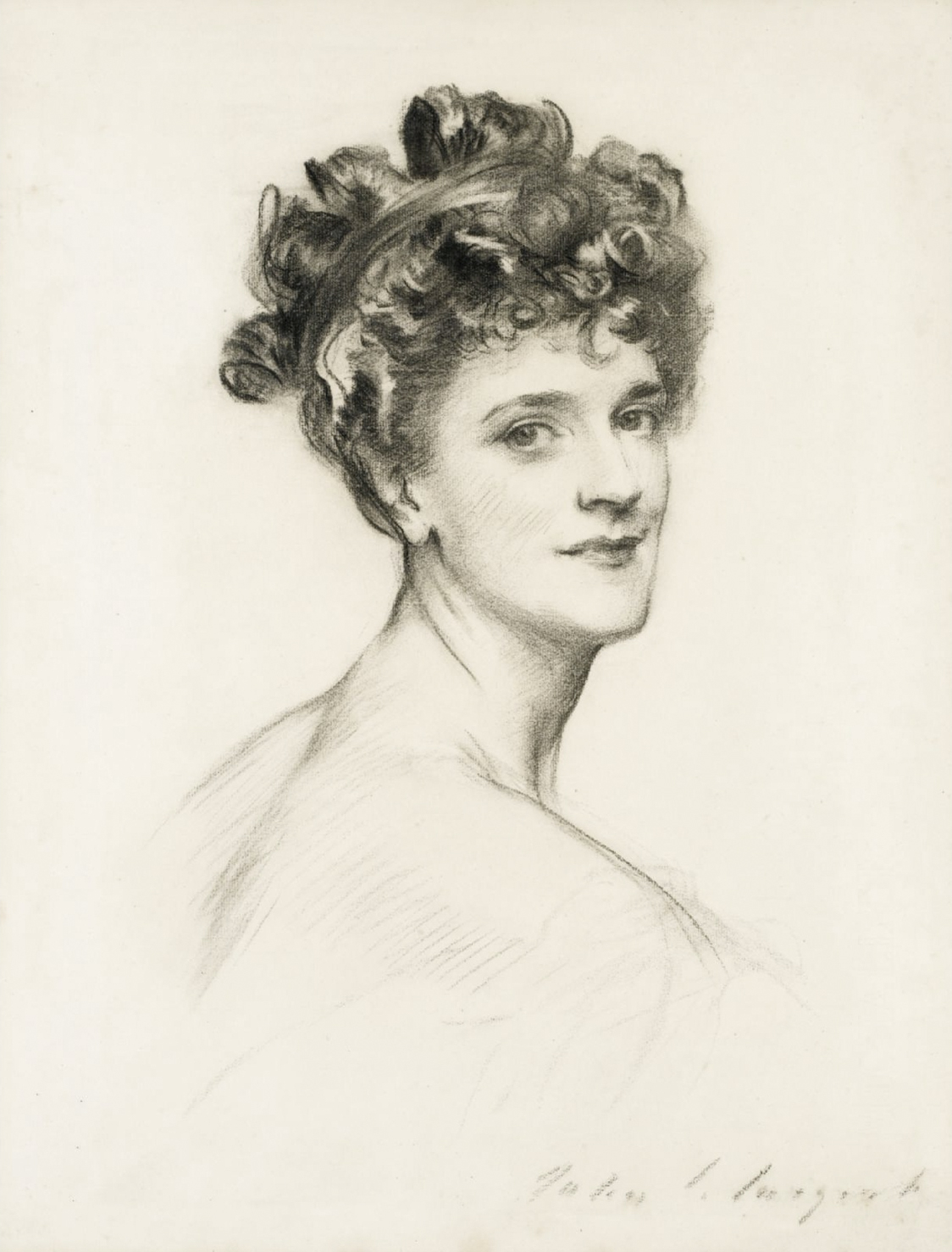
Аліса, леді Лоутер
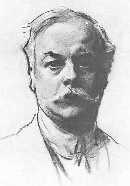
«Кеннет Грем»
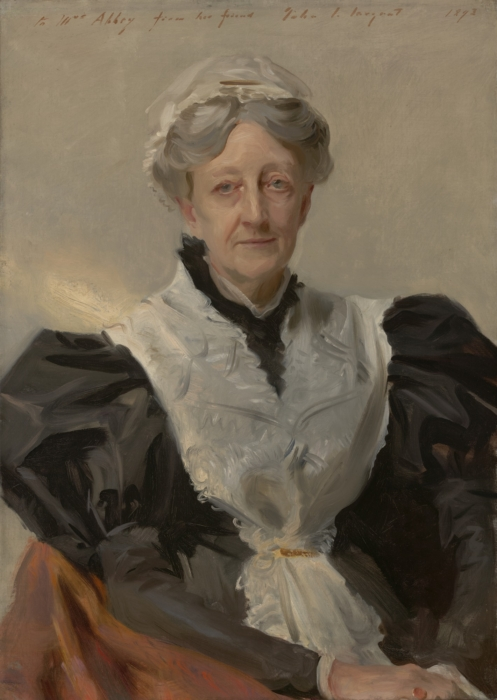
Місіс Фредерик Мід, 1893
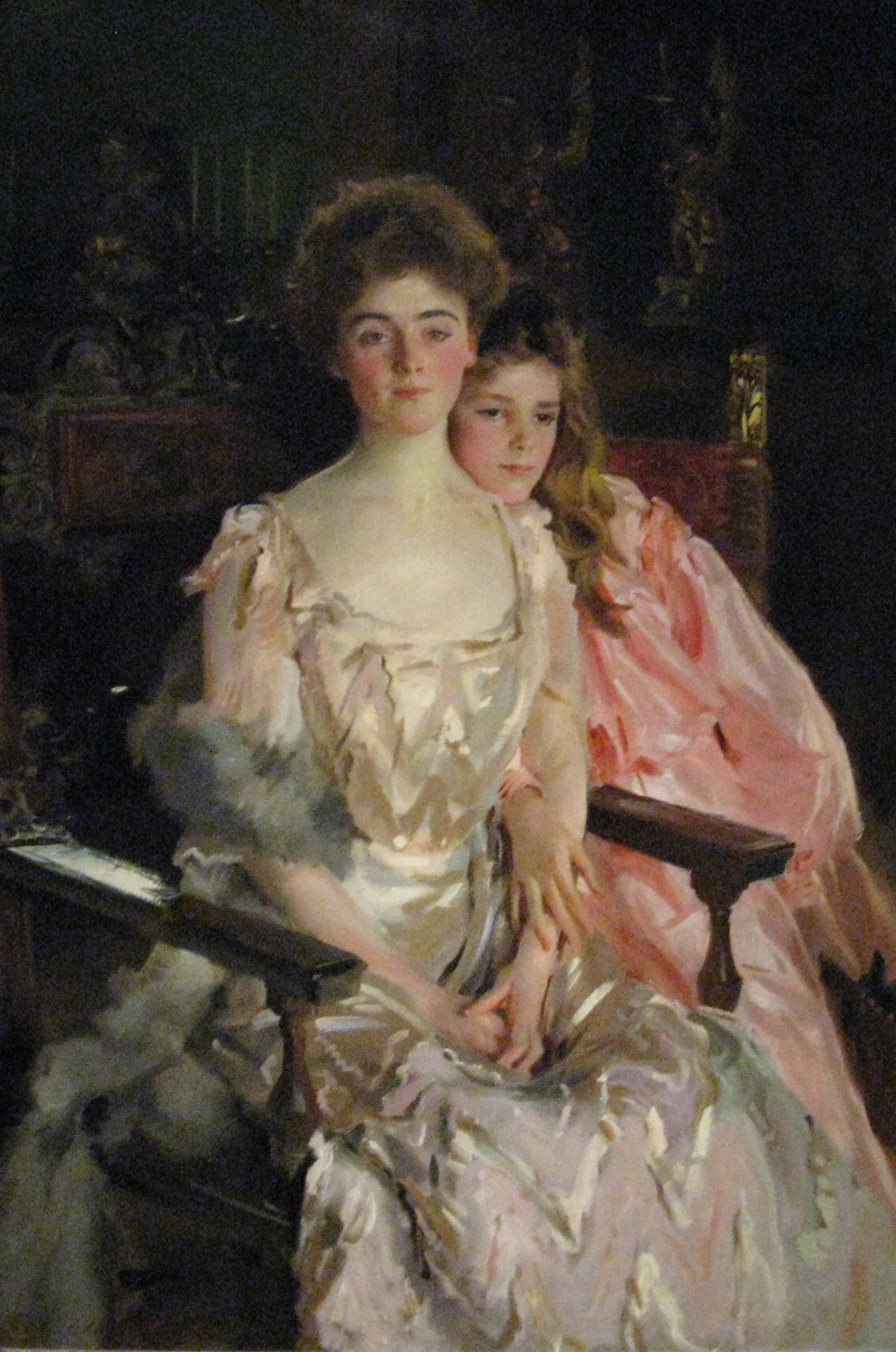
« Місіс Гретхен Осгуд з дочкою Рейчел», 1903, Бостон
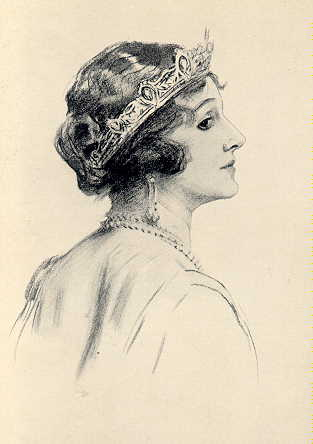
«Грейс Керзон»
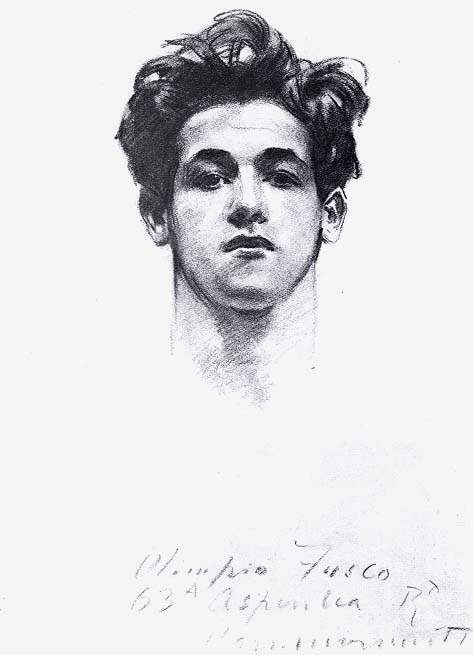
«Олімпіо Фуско»
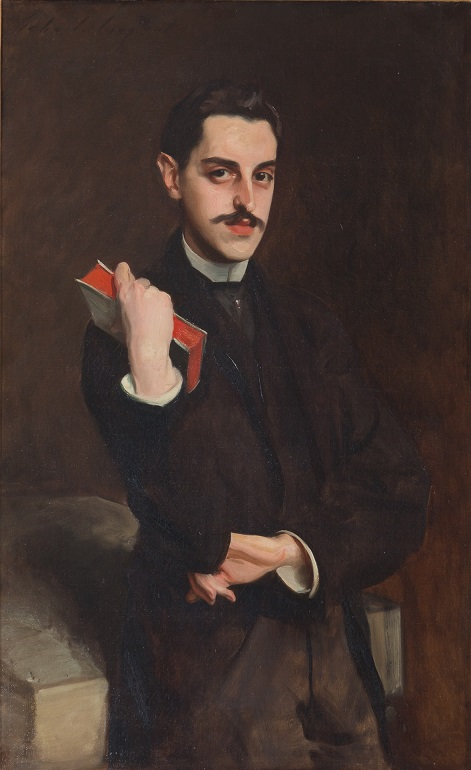
Джордж Вандербілт молодший, 1890
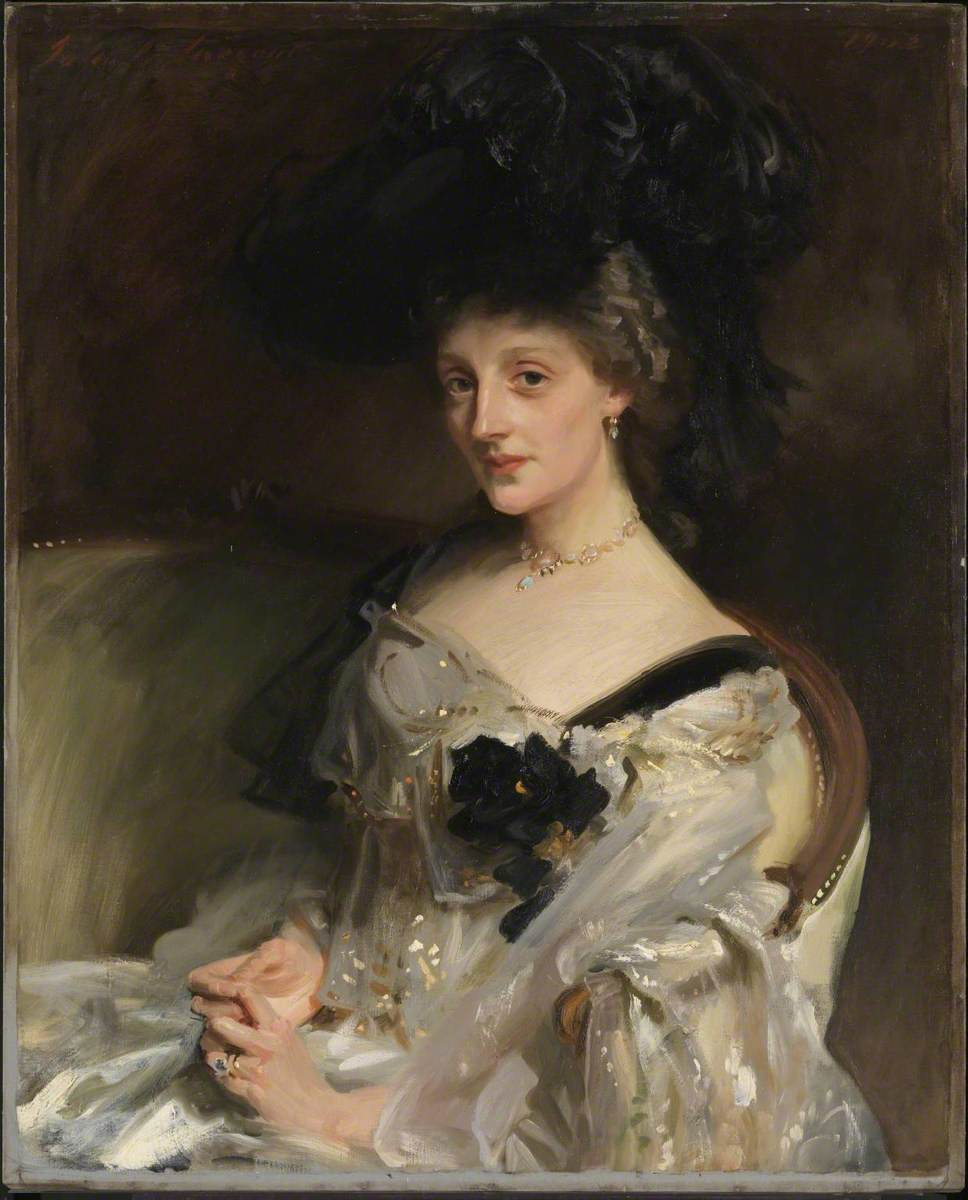
Джон Сінгер Сарджент. Місіс Філіп Леслі Агню. 1902

## Отруєні іпритом
На жодну попередню композицію не схоже полотно пізнього періоду творчості — «Отруєні іпритом». Картина була відгуком художника на страшні події Першої світової війни.
На великому полотні довжиною більш ніж шість метрів він подав англійських вояків майже у повний зріст дорослих людей. Епічним і монументальним став не стільки сюжет, скільки розмір картини. Повз глядачів пересувається черга вояків, їх дев'ять, у супроводі двох санітарів. Вони крокують вузькою стежкою до медичного пункту в наметі, дроти-розтяжки якого видно праворуч.
Хода вояків страшна і повільна, бо це отруєні газом іпритом, що викликав опіки, травми і деморалізацію через сліпоту. Вояки втратили зір і через це — військову здатність. Вказівкою на масове отруєння іпритом у картині були ще одна черга отруєних та тисячі поранених і померлих біля медичного пункту. Поранені і померлі лежать на землі, як опале листя восени, безпорадні і безпомічні. Війна і стандартний військовий стрій практично постирали індивідуальні риси людей. І це було ще одне трагічне зрушення в реальності і в свідомості художника, котрого так надихала колись яскрава індивідуальність його портретованих. Навпаки, в картині «Отруєні іпритом» панував позбавлений індивідуальностей натовп, однаково непотрібний і байдужій природі і байдужому до калік суспільству.
В картині подано обрій низько, як і вибілене, неяскраве сонце, що однаково байдуже висвітлює померлих і ще живих. Від цього черга отруєних іпритом вояків набуває монументальності і символічного значення людей, що крокують у невідоме. Ретельній огляд картини глядачами додає низку важливих чи незвичних деталей. Серед них — моряки на тлі, що грають у футбол у червоних і синіх сорочках, грають, аби не збожеволіти від трагедій і жахів війни.
Усвідомлення страшних наслідків Першої світової війни прийде до суспільства набагато пізніше. Низка міст західноєвропейських країн уславить полеглих у війні тисячами монументів. Картина Сарджента мала прикрасити Залу слави і пам'яті Імперського військового музею в Лондоні. Але зміна сюжету Сарджентом надала їй антивоєнного спрямування. Мета слави і пам'яті була досягнута в офіційному груповому портреті офіцерського корпусу того ж розміру, котрий теж створив Джон Сінгер Сарджент.
На адресу Сарджента нерідко висловлювалися скептично налаштовані художники-імпресіоністи (наприклад, Каміль Пісарро), критики з групи Блумсбері (Роджер Фрай). Однак у 1960-і роки до Сарджента прийшло широке визнання, його виставки відбулися у великих музеях Європи та США, він досяг рангу національного і світового класика.

Художник створив приблизно 900 робіт маслом, 2000 акварелей, безліч графічних робіт. Ряд його творів зберігається в американських музеях, перш за все — в Бруклінському музеї в Нью-Йорку. В 2003 в Нью-Йорку з великим успіхом пройшла виставка «Жінки Джона Сарджента».

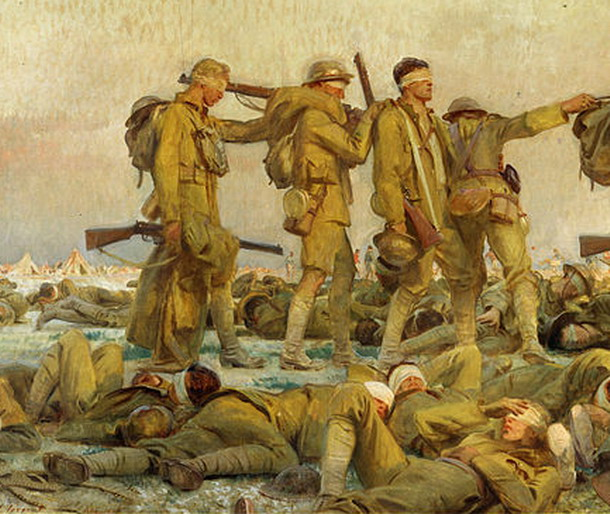
Фрагмент ліворуч
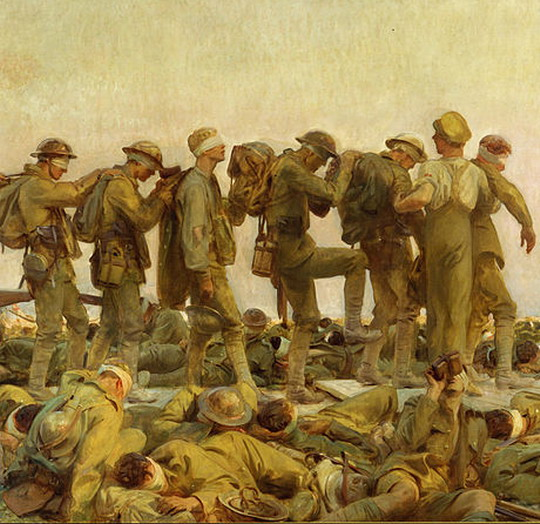
Центральна група в картині
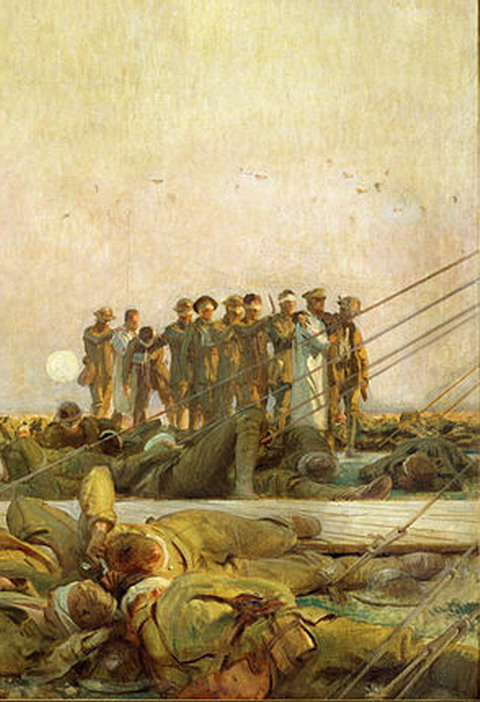
Фрагмент праворуч

## Вибрані твори
Жанрові композиції

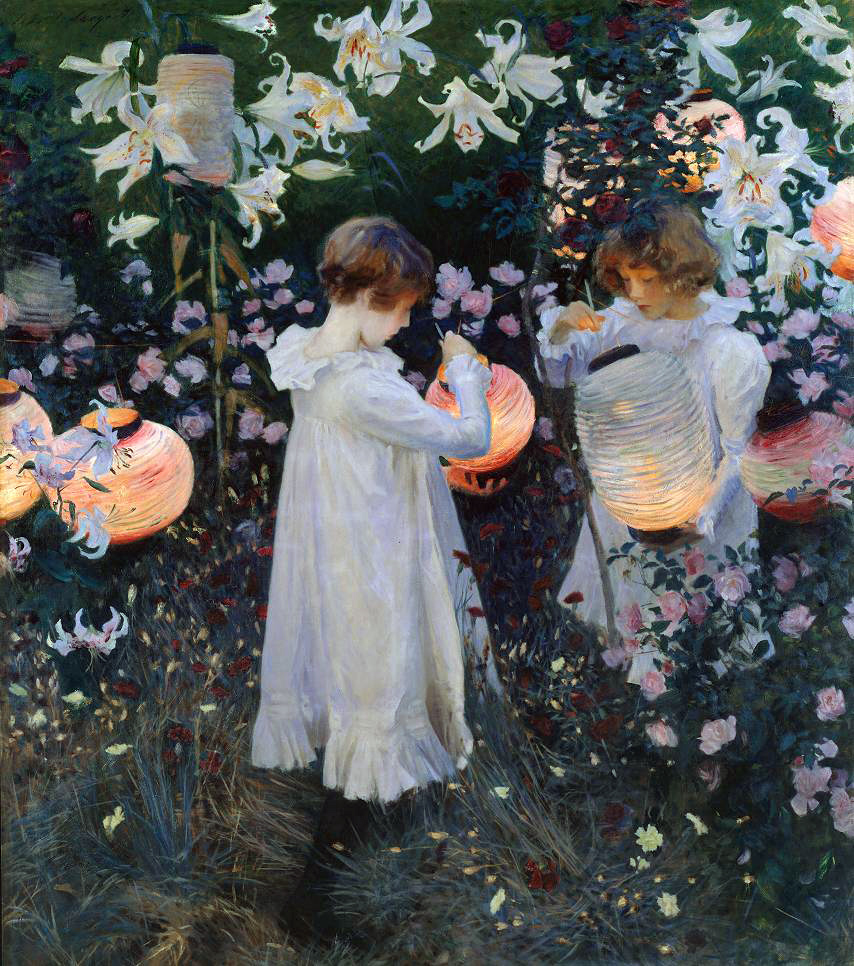
«Гвоздика, лілія, лілія, троянда», 1886, Тейт Британія

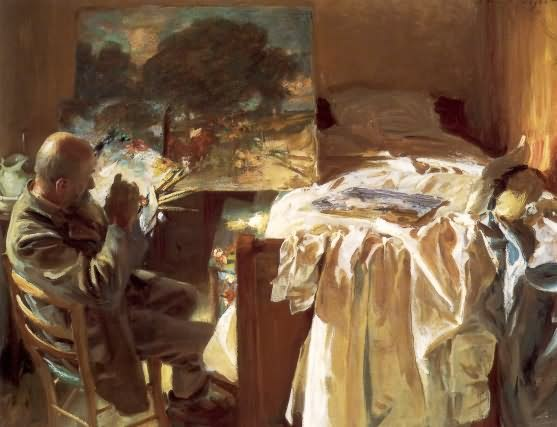
«В майстерні художника», 1904 р.

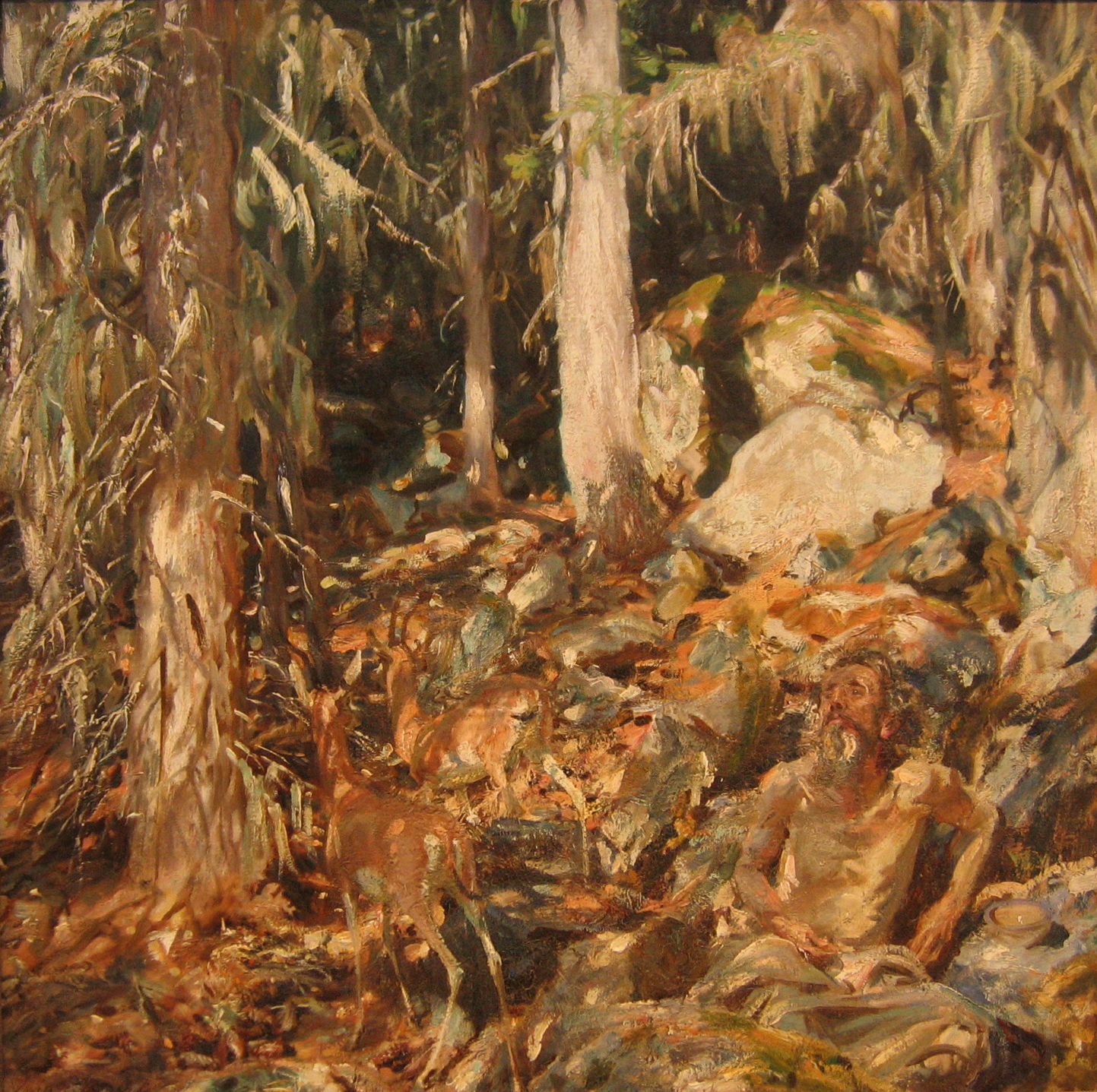
«Відлюдник», 1908, Музей мистецтва Метрополітен, Нью-Йорк

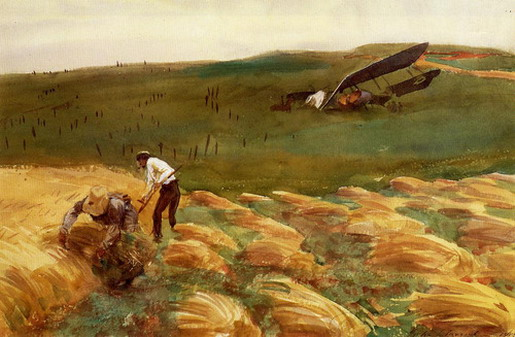
«Катастрофа з аеропланом», 1918 р.

- «Збиральниці канкалю», 1877, галерея мистецтв Коркорана, Вашингтон
- «Дівчина на даху. Капрі», 1878, Мистецька галерея університету Єль, Нью-Хейвен
- «Робітниці скляного цеху», 1880—1882, Художній інститут Чикаго
- «Лоджия у Венеції», 1880—1882, прив. збірка
- «Колодязь у Венеції», 1880—1882, Музей мистецтв, Ворчестер
- «Дочки Бойта», 1882, Бостонський музей образотворчих мистецтв
- «El Jaleo» (іспанський танок), 1882, «Музей Гарднер», Бостон
- «Вулиця в Венеції» (варіант з двома постатями), 1882, Художній інститут Кларка
- «Вулиця в Венеції» (варіант з трьома постатями і стаффажем), 1882, Національна галерея мистецтв, Вашингтон
- «Клод Моне на пленері», 1885, галерея Тейт, Лондон
- «Гвоздика, лілія, лілія, троянда», 1886, Тейт Британія
- «Художниця біля фонтану вілли Торлонія»
- «Дві дівчини з парасольками у Фредбері», 1889
- «На пленері» (майстерня просто неба), 1889, Бруклін музей.
- «Танок», 1890
- «Відпочинок гондольєрів. Венеція», акварель, 1905
- «Відлюдник», 1908, Музей мистецтва Метрополітен, Нью-Йорк
- «Художник у Сімплоні», акварель, 1909
- «Дві пані в саду. Корфу», 1909
- «Софа. Відпочинок», 1911, Національна галерея мистецтв
- «Етюди», 1914, Музей мистецтв, Вірджинія
- «Аллігатори», 1917,Музей мистецтв, Вустер, Массачузетс
- «Отруєні іпритом», 1919, Імперський військовий музей, Лондон

Портрети
- «Брати Форбс дітьми», 1877
- «Дженні Черчил»
- «Кармела Вертанья» 1880

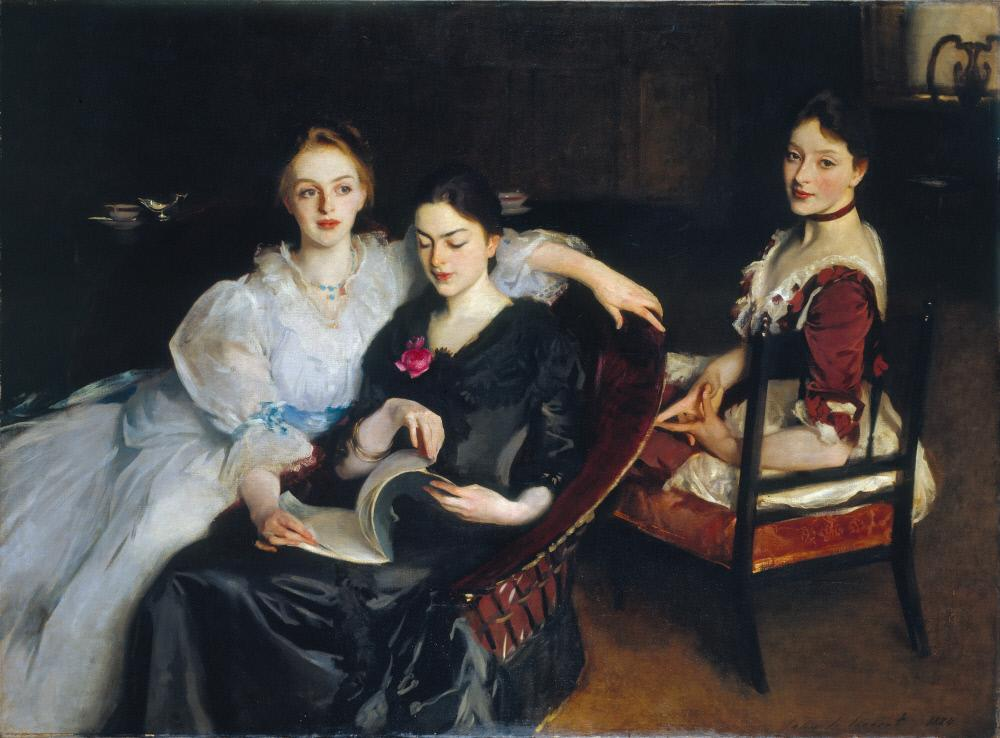
«Три міс Вікерз», 1884

- «Мадам Пол Есквіде», 1882, Художній інститут Кларка
- «Три міс Вікерз», 1884
- «Портрет мадам Х» (Мадам П'єр Готро), 1884, Музей мистецтва Метрополітен, Нью-Йорк
- Автопортрет (овал), 1886,
- «Міссіз Роберт Харрісон», 1886, галерея Тейт, Лондон
- «Міссіз Едвард Девіс з сином», 1890, Музей мистецтв, Лос-Анжелес
- «Елізабет Вінтроп Ченлер», 1893
- «Міссіз Керл Меєр з двома дітьми», 1896, галерея Тейт, Лондон
- «Містер і міссіз Фелп Стокз», 1897, Музей мистецтва Метрополітен, Нью-Йорк
- «Міссіз Ешер Вертеймер», 1898
- «Три сестри Віндхем», 1899
- «Родина Сітвел», 1900
- «Ена і Бетті Вертеймер», 1901,
- «Художник Вільям Мерріт Чейз», 1902, Музей мистецтва Метрополітен, Нью-Йорк
- «Теодор Рузвельт», 1903, Білий дім, Вашингтон
- «Вініфред, леді Портланд», 1902
- «Чарлз Стюарт, 6-й маркіз Лондондеррі», 1904, Бостонський музей образотворчих мистецтв
- «Сер Френк Светтенхем», 1904, Національний музей, Сінгапур
- «Гондольєр Джованні», 1905
- «Леді Спеєр зі скрипкою», 1907
- «Альміна в турецькому вбранні», 1908, галерея Тейт, Лондон
- «Шарлотта Луїс Борхардт» (дівчина з білою трояндою), 1932, Музей мистецтва Метрополітен, Нью-Йорк

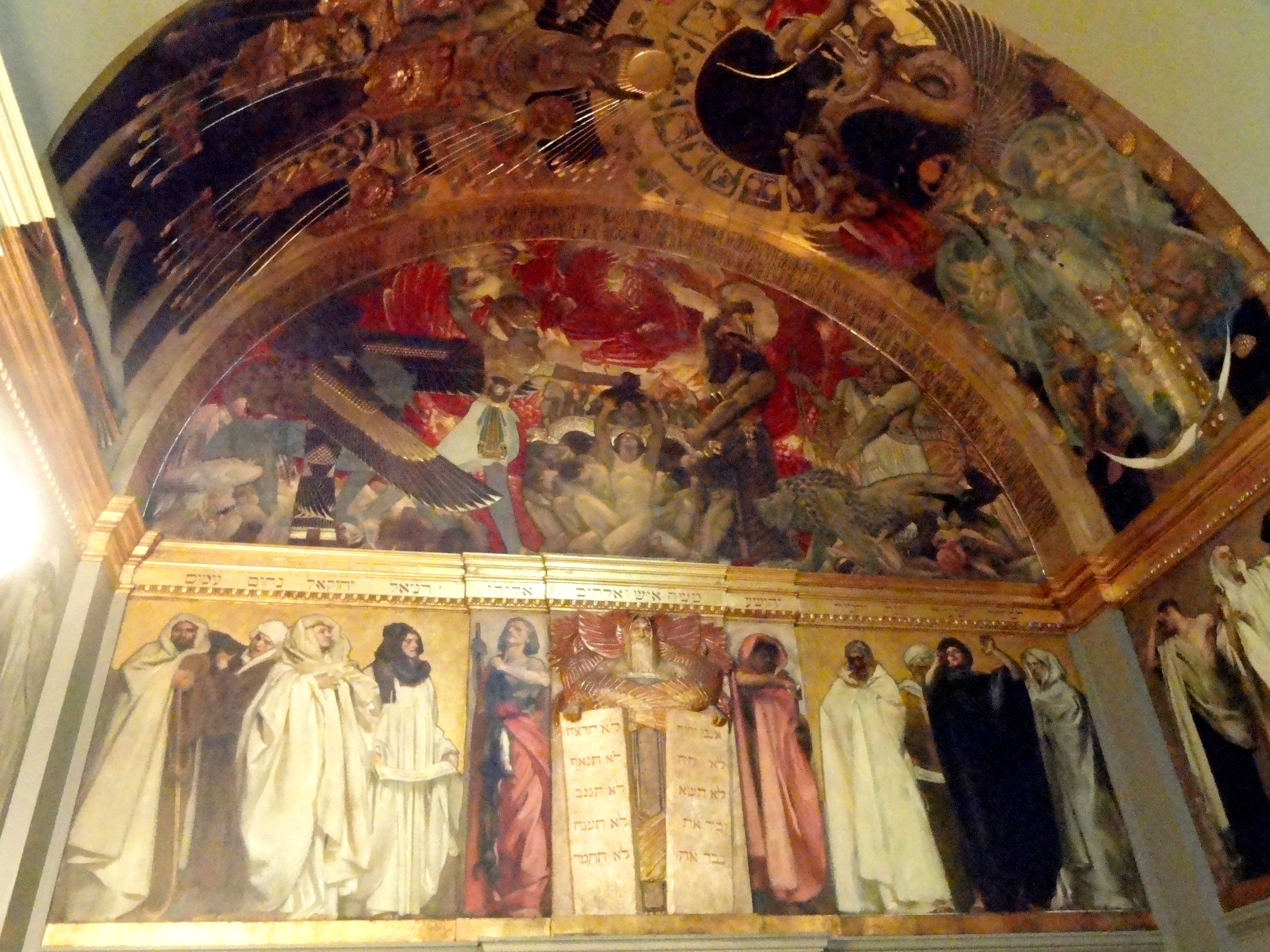
Джон Сінгер Сарджент. Старий заповіт. Стінопис, Бостонська публічна бібліотека
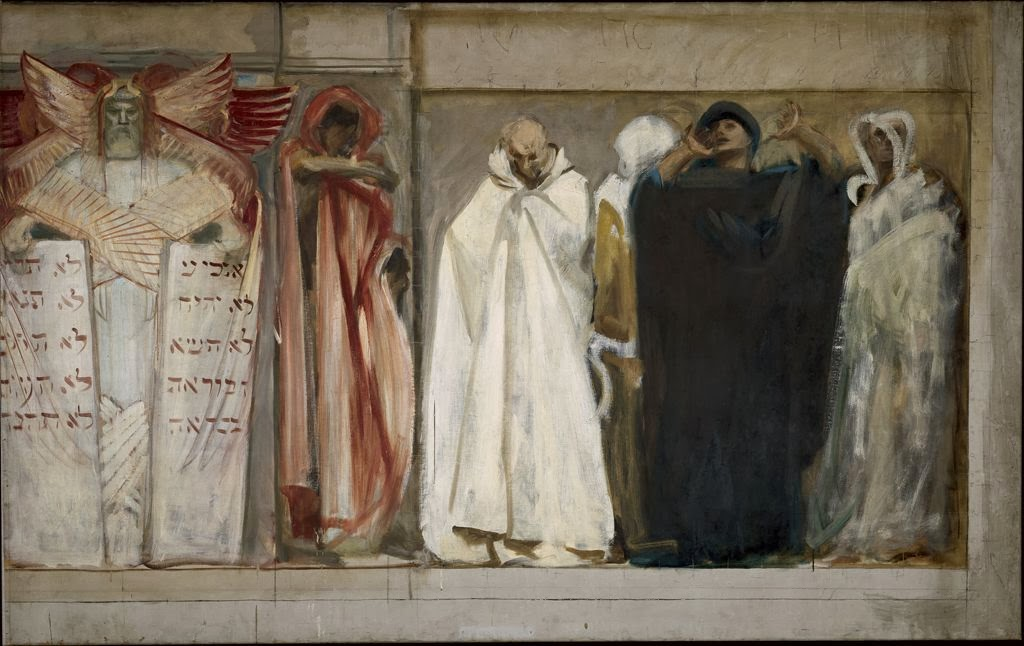
Джон Сінгер Сарджент, фриз «Християнські пророки», ескіз, бл. 1895. Бостонська публічна бібліотека
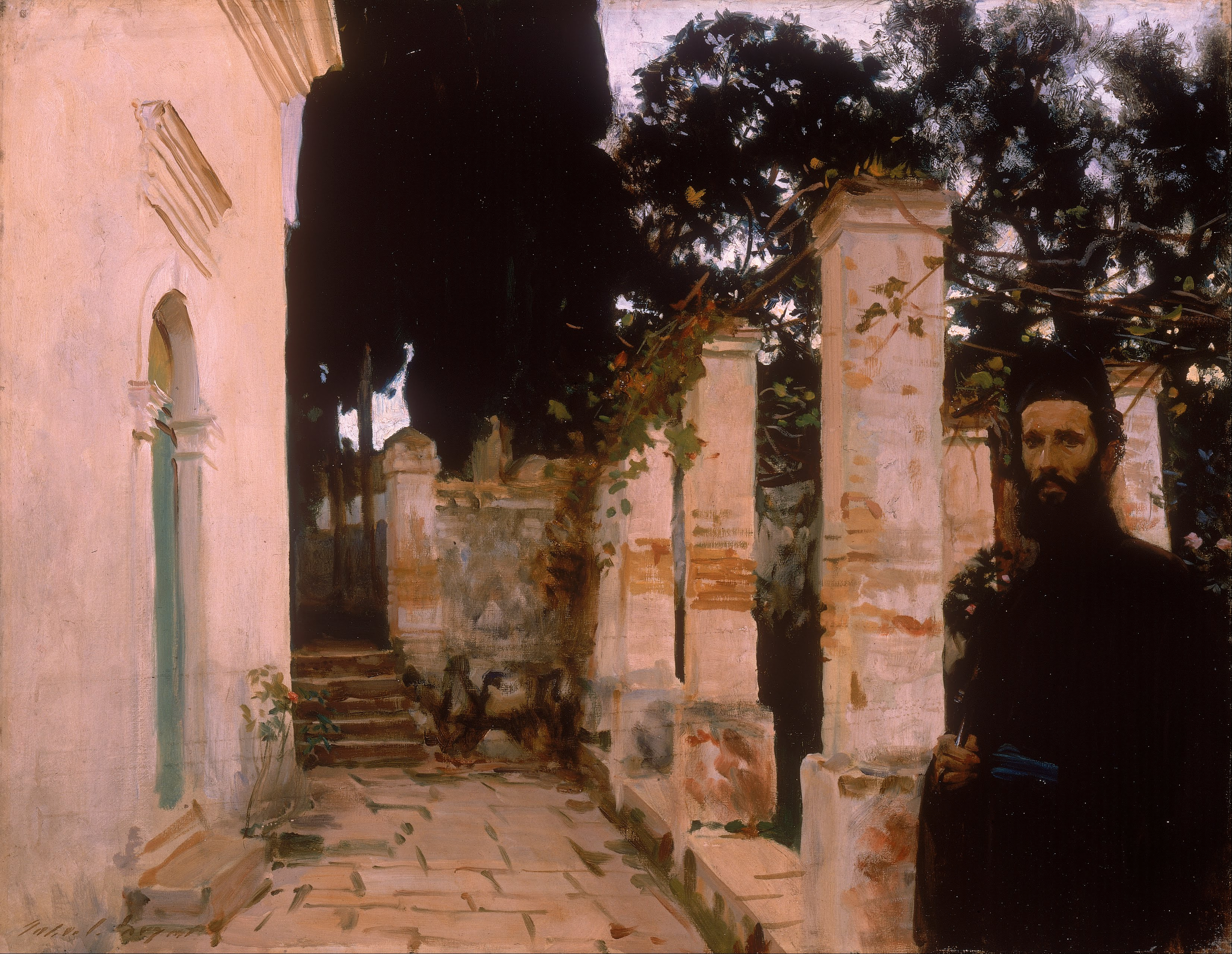
Джон Сінгер Сарджент. Вечірня служба в монастирі. 1909